# Označení zdravotní nezávadnosti

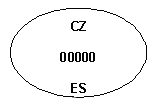
Označení zdravotní nezávadnosti

Označení zdravotní nezávadnosti je označení uváděné na potravinách živočišného původu ve tvaru oválného razítka, které obsahuje zkratku členského státu EU, veterinární schvalovací číslo podniku specifické pro každý výrobní závod a označení ES (evropský hospodářský prostor).
Označení zdravotní nezávadnosti je informací o schváleném podniku, ve kterém došlo k poslední hygienicky podstatné manipulaci s potravinou, nikoli informací o zemi původu. Označení zdravotní nezávadnosti výrobků živočišného původu označuje skutečnost, že výrobek (zejména masné, mléčné výrobky) byl vyroben v podniku, který splňuje hygienické požadavky pro výrobu potravin živočišného původu.

## Seznam veterinárních schvalovacích čísel a výrobních závodů v Česku
| Veterinární schvalovací číslo podniku | Název výrobního závodu                                                                         |
| ------------------------------------- | ---------------------------------------------------------------------------------------------- |
| CZ 01                                 | Schreiber Czech Republic s.r.o.                                                                |
| CZ 03                                 | MADETA a. s., závod Jindřichův Hradec                                                          |
| CZ 04                                 | Mlékárna Klatovy s.r.o.                                                                        |
| CZ 05                                 | Eligo a.s., odštěpný závod Brno                                                                |
| CZ 06                                 | ALL-IMPEX , a.s.                                                                               |
| CZ 07                                 | Mlékárna Hlinsko, a.s.                                                                         |
| CZ 08                                 | OLMA a.s.Olomouc                                                                               |
| CZ 09                                 | Eligo a.s., odštěpný závod Kolín                                                               |
| CZ 10                                 | Eligo 10 s.r.o.                                                                                |
| CZ 10038                              | POTRAVINY VYSOČINA s.r.o.                                                                      |
| CZ 10154                              | MAKRO Cash & Carry ČR s.r.o.                                                                   |
| CZ 10168                              | PEGG, spol. s r. o.                                                                            |
| CZ 10177                              | Rybářství Chlumec nad Cidlinou, a.s.                                                           |
| CZ 10365                              | PRANTL Masný průmysl s.r.o.- reexpedice Ostrava                                                |
| CZ 10366                              | JUNIOR WORLDCUP „94, spol. s r.o.                                                              |
| CZ 105                                | MASO UZENINY PÍSEK, a.s.                                                                       |
| CZ 106                                | JATKY Hradský, s.r.o.                                                                          |
| CZ 10615                              | Kozí Farma Pěnčín, mlékárna                                                                    |
| CZ 1066                               | Lukáš Čadil                                                                                    |
| CZ 10665                              | FOLDA, s.r.o.                                                                                  |
| CZ 10675                              | F I N A L s.r.o.                                                                               |
| CZ 10682                              | RAVY CZ a.s.                                                                                   |
| CZ 10684                              | Vladislav Ondřejík                                                                             |
| CZ 107                                | Vimperská masna, a.s.                                                                          |
| CZ 1070                               | RABBIT Trhový Štěpánov a.s.                                                                    |
| CZ 1074                               | Zeelandia spol. s r.o.                                                                         |
| CZ 1075                               | Řeznictví a uzenářství Petr Slezák s.r.o.                                                      |
| CZ 108                                | PRANTL Masný průmysl s.r.o.                                                                    |
| CZ 1081                               | Jatka Mlýny s.r.o.                                                                             |
| CZ 1083                               | Řeznictví Kosík                                                                                |
| CZ 1088                               | Mezinárodní testování drůbeže, státní podnik                                                   |
| CZ 1089                               | PT servis konzervárna spol. s r.o.                                                             |
| CZ 10934                              | KALMA, komanditní společnost                                                                   |
| CZ 1095                               | VKF 97, spol. s r.o.                                                                           |
| CZ 11023                              | Pavel Polák                                                                                    |
| CZ 11040                              | Petr Zoka                                                                                      |
| CZ 11044                              | VIVACOMEX spol. s r. o.                                                                        |
| CZ 11047                              | FISH MARKET a.s.                                                                               |
| CZ 11048                              | AGRO & KOMBINAT, s.r.o.                                                                        |
| CZ 1109                               | ZEZULA.CZ, s.r.o.                                                                              |
| CZ 11117                              | PAVLŮ CÉG s.r.o.                                                                               |
| CZ 11137                              | LOSICA, s.r.o.                                                                                 |
| CZ 11138                              | MASO-PROFIT s.r.o.                                                                             |
| CZ 1114                               | Družstevní jatka Sádek, družstvo                                                               |
| CZ 11144                              | ALIMPEX FOOD a.s.                                                                              |
| CZ 1116                               | MIROSLAV KUBÁT s.r.o.                                                                          |
| CZ 1119                               | Jatka Šebkovice, s.r.o.                                                                        |
| CZ 11195                              | RATIO s.r.o.                                                                                   |
| CZ 11277                              | EUROLOGIS s.r.o.                                                                               |
| CZ 11290                              | Family Market, s.r.o.                                                                          |
| CZ 1130                               | Maso Jičín s.r.o.                                                                              |
| CZ 11300                              | ASTRA maso, s.r.o.                                                                             |
| CZ 1132                               | Jaroslava HAMPLOVÁ                                                                             |
| CZ 1133                               | Orlické uzeniny, s.r.o.                                                                        |
| CZ 11330                              | MACH DRUBEŽ a.s.                                                                               |
| CZ 114                                | OVUS-podnik živočišné výroby, spol. s r.o.                                                     |
| CZ 11438                              | Antonín Matek-Řeznictví, uzenářství                                                            |
| CZ 1153                               | RACIOLA Uherský Brod, s.r.o.                                                                   |
| CZ 1156                               | Provozovna BOCUS                                                                               |
| CZ 11674                              | BERGER MIROSLAV                                                                                |
| CZ 117                                | SKALIČAN a.s.                                                                                  |
| CZ 11740036                           | HELLMA Gastronomický servis Praha spol. s r.o.                                                 |
| CZ 11740160                           | Neptun Catering s.r.o.                                                                         |
| CZ 11740395                           | Beskyd Fryčovice, a.s.                                                                         |
| CZ 11740429                           | Kostelecké uzeniny a.s.                                                                        |
| CZ 11740474                           | Restaurace “U KALICHA„                                                                         |
| CZ 11740542                           | PRAGOGASTRO s.r.o.                                                                             |
| CZ 11740564                           | CROATIA trade Praha s.r.o.                                                                     |
| CZ 11740597                           | NOI Italia, s.r.o.                                                                             |
| CZ 11740610                           | COME vending s.r.o.                                                                            |
| CZ 11740632                           | Julia Alex asianfood s.r.o.                                                                    |
| CZ 11740643                           | VELKÁ PECKA s.r.o.                                                                             |
| CZ 11740676                           | Müller Food Additive, s.r.o.                                                                   |
| CZ 11740710                           | P.S.MASO s.r.o.                                                                                |
| CZ 11740743                           | JAHEKA s.r.o.                                                                                  |
| CZ 11740754                           | TAMDA FOODS s.r.o.                                                                             |
| CZ 11740776                           | Asia & Europe Express Food s.r.o.                                                              |
| CZ 11740877                           | Mardini Kebap s.r.o.                                                                           |
| CZ 11740888                           | Košík.cz                                                                                       |
| CZ 11740978                           | Středisko Naděje V Emauzích – sklad                                                            |
| CZ 11741024                           | SD Kebab, s.r.o.                                                                               |
| CZ 11741082                           | Daily Fresh Foods spol. s r.o.                                                                 |
| CZ 11741127                           | Potravinová banka Praha a Středočeský kraj, z.s.                                               |
| CZ 11741138                           | ENES Cargo Prague s.r.o.                                                                       |
| CZ 11741150                           | Vyplatí se                                                                                     |
| CZ 11741183                           | DuD Plus s.r.o.                                                                                |
| CZ 11741228                           | LINSAN, s.r.o.                                                                                 |
| CZ 11741240                           | Balkan Product s.r.o.                                                                          |
| CZ 11741295                           | Öner gastro s.r.o.                                                                             |
| CZ 11741329                           | Boxxi food solutions s.r.o.                                                                    |
| CZ 11741330                           | VELKÁ PECKA s.r.o.                                                                             |
| CZ 11741341                           | TITBIT, s.r.o.                                                                                 |
| CZ 11741352                           | Tako Foods s.r.o.                                                                              |
| CZ 11741385                           | Rusfood.cz – sklad balených potravin pro eshop                                                 |
| CZ 11741396                           | Velkoobchod GOLDEN BAKERY                                                                      |
| CZ 11741408                           | Gubernija Trade s.r.o.                                                                         |
| CZ 11741453                           | kebab.cz s.r.o.                                                                                |
| CZ 11741464                           | GOLDEN HORSE ASIAN FOOD s.r.o.                                                                 |
| CZ 11741497                           | foodora MARKET Poděbradská                                                                     |
| CZ 11741510                           | foodora MARKET Chodovská                                                                       |
| CZ 11741543                           | foodora MARKET Dělnická                                                                        |
| CZ 11741554                           | KORZINKA.CZ s.r.o.                                                                             |
| CZ 11741565                           | MD logistika, a.s.                                                                             |
| CZ 11741576                           | SHALAMAR FOODS, s.r.o.                                                                         |
| CZ 11741598                           | foodora MARKET Počernická                                                                      |
| CZ 11741600                           | foodora MARKET Mukařovského                                                                    |
| CZ 11741611                           | BILLA, spol. s r.o.                                                                            |
| CZ 11741644                           | J.K. – GAZA s.r.o.                                                                             |
| CZ 11741666                           | Logistické centrum CFPB                                                                        |
| CZ 11741677                           | VELKÁ PECKA s.r.o.                                                                             |
| CZ 11741712                           | OZYFOOD s.r.o.                                                                                 |
| CZ 11741723                           | Potravinová banka Central                                                                      |
| CZ 11741745                           | David Slavíček                                                                                 |
| CZ 11741756                           | Linsan IMEX, s.r.o.                                                                            |
| CZ 11741802                           | abasto s.r.o.                                                                                  |
| CZ 11741813                           | CAVIAR HOUSE LEMBERG                                                                           |
| CZ 1176                               | TORO VM a.s.                                                                                   |
| CZ 11804                              | ACCOM Czech, a.s.                                                                              |
| CZ 11812                              | KREJNÝ s.r.o.                                                                                  |
| CZ 11821                              | Piller s.r.o.                                                                                  |
| CZ 1184                               | MP Krásno, a.s.                                                                                |
| CZ 11840                              | Jakub Laušman                                                                                  |
| CZ 11850061                           | MOZZARELLART                                                                                   |
| CZ 11850083                           | Bulharské speciality                                                                           |
| CZ 11850117                           | Mastro Casaro s.r.o.                                                                           |
| CZ 11850128                           | Potravinářský pavilon (Výukové centrum pro zpracování ZP)                                      |
| CZ 11880042                           | Schubert partner a.s.                                                                          |
| CZ 119                                | MASO UZENINY POLIČKA, a.s.                                                                     |
| CZ 11910002                           | Experimentální jatky VÚŽV Uhříněves                                                            |
| CZ 11920036                           | MADE GROUP, a.s.                                                                               |
| CZ 11920115                           | maso – uzeniny Gaube Miloslav s.r.o.                                                           |
| CZ 11920182                           | BEEFEX s.r.o.                                                                                  |
| CZ 11932556                           | Jiří Vondráček                                                                                 |
| CZ 11934054                           | Tomáš Spálenka – Drůbež Palmovka                                                               |
| CZ 11934197                           | JAMA maso s.r.o.                                                                               |
| CZ 11940049                           | Radev s.r.o.                                                                                   |
| CZ 11940296                           | Řeznictví NOVÁK s.r.o.                                                                         |
| CZ 11940364                           | MEXICALI s.r.o.                                                                                |
| CZ 11940375                           | Royal Jerky s.r.o.                                                                             |
| CZ 11940386                           | Výrobna sušeného masa                                                                          |
| CZ 11940454                           | JERKY Group s.r.o.                                                                             |
| CZ 11940487                           | Usušil & syn, s.r.o                                                                            |
| CZ 11940544                           | MALMAT CZ s.r.o.                                                                               |
| CZ 11940577                           | Výrobna sušeného masa – SUŠENÉ s.r.o.                                                          |
| CZ 11940656                           | Potravinářský pavilon – VCZZP                                                                  |
| CZ 11940713                           | Melememaso – paštikový salon                                                                   |
| CZ 11950040                           | Výrobna LIWU                                                                                   |
| CZ 11950073                           | Gastro Investment a.s.                                                                         |
| CZ 11950095                           | Medovník originál                                                                              |
| CZ 11950118                           | Zátiší Catering Group, Kongresové centrum Praha                                                |
| CZ 11950129                           | Centrální kuchyně                                                                              |
| CZ 11950163                           | Euroqualit Holding a.s.                                                                        |
| CZ 11960063                           | Menzies Aviation (Czech) , s.r.o.                                                              |
| CZ 11960085                           | Skyport a.s.                                                                                   |
| CZ 11960131                           | NESTAR International s.r.o.                                                                    |
| CZ 11960164                           | ALIMPEX FOOD a.s.                                                                              |
| CZ 11960175                           | GOLD GROUP s.r.o.                                                                              |
| CZ 11960186                           | the italians wine food a.s.                                                                    |
| CZ 11960209                           | Freshlogistik s.r.o.                                                                           |
| CZ 12                                 | Krahulík-MASOZÁVOD Krahulčí, a.s., provozovna Studená                                          |
| CZ 1204                               | Jatky Valčík s.r.o.                                                                            |
| CZ 1205                               | BYKARO s.r.o.                                                                                  |
| CZ 1229                               | JATKA Borotice, s.r.o.                                                                         |
| CZ 1230                               | MASO ŽĎÁRSKO s. r. o.                                                                          |
| CZ 1232                               | Lubomír Nenadál                                                                                |
| CZ 1234                               | Agroinvest Bobrová, družstvo                                                                   |
| CZ 1238                               | AGRO – Měřín, obchodní společnost, s.r.o.                                                      |
| CZ 1239                               | Josef Kovář                                                                                    |
| CZ 12419                              | MASO UZENINY PÍSEK, a.s.                                                                       |
| CZ 1244                               | JATKY Dolní Heřmanice s.r.o. – bourárna                                                        |
| CZ 12586                              | Mlékárna Pragolaktos, a.s.                                                                     |
| CZ 127                                | Krahulík-MASOZÁVOD Krahulčí, a.s.                                                              |
| CZ 12780                              | VISCOFAN CZ s.r.o.                                                                             |
| CZ 13029                              | Arxada Biotec s.r.o.                                                                           |
| CZ 13137                              | Gornicky, s.r.o.                                                                               |
| CZ 13150                              | mrazírna Blatná                                                                                |
| CZ 13178                              | Zařízení pro nakládání se zvěřinou Arnoštov                                                    |
| CZ 13213                              | Červené maso P+P s.r.o.                                                                        |
| CZ 13237                              | Delpra spol. s r.o.                                                                            |
| CZ 13275                              | VISCOFAN CZ s.r.o.                                                                             |
| CZ 133                                | Ponnath ŘEZNIČTÍ MISTŘI, s.r.o.                                                                |
| CZ 13342                              | Pajero s.r.o.                                                                                  |
| CZ 13401                              | František Šutera                                                                               |
| CZ 13413                              | Mlékárna Olešnice a.s.                                                                         |
| CZ 13438                              | František Šutera                                                                               |
| CZ 13488                              | Petr Sokol                                                                                     |
| CZ 13500                              | Farma u řeky Orlice, s.r.o.                                                                    |
| CZ 13599                              | Obora Borky – podnik na zpracování zvěřiny                                                     |
| CZ 13700                              | FRIGONOVA Fish, s.r.o.                                                                         |
| CZ 13823                              | FRIALL s.r.o                                                                                   |
| CZ 13826                              | MRAZO Tábor s.r.o.                                                                             |
| CZ 13832                              | Mezinárodní testování drubeže, s.p.,                                                           |
| CZ 13857                              | CANO CZ s.r.o. – Distribuční centrum                                                           |
| CZ 13858                              | VESPO s. r. o.                                                                                 |
| CZ 13917                              | MADETA a. s., chlad.sklad mléč.výrobků                                                         |
| CZ 14186                              | VARNSDORFSKÉ UZENINY s.r.o.                                                                    |
| CZ 14227                              | HRUŠKA, spol.s r.o. – velkoobchodní sklad                                                      |
| CZ 14243                              | Porcovna a balírna tvrdých sýrů Jiří Nakládal                                                  |
| CZ 14244                              | ACCOM Czech, a.s.                                                                              |
| CZ 14281                              | Vladimír Štíbal                                                                                |
| CZ 14489                              | Logistické centrum Prostějov                                                                   |
| CZ 14502                              | Ladislav Pecha                                                                                 |
| CZ 14512                              | Sýrárna Bratří Brunnerů s.r.o.                                                                 |
| CZ 14526                              | JATKY ALBEŘ s.r.o.                                                                             |
| CZ 14537                              | Zemědělské družstvo Jindřichův Hradec                                                          |
| CZ 14560                              | Kratochvíl – Výrobna                                                                           |
| CZ 14587                              | ACCOM Czech, a. s.                                                                             |
| CZ 14593                              | MASOEKO s. r. o.                                                                               |
| CZ 14640                              | Alena Sklenářová                                                                               |
| CZ 14657                              | Lidl Česká republika v.o.s.                                                                    |
| CZ 14675                              | Zemědělské družstvo Újezd u Uničova                                                            |
| CZ 14699                              | Marta Smičková                                                                                 |
| CZ 14817                              | Nagel Česko s.r.o                                                                              |
| CZ 14844                              | ČESKÁ MASNA s.r.o.                                                                             |
| CZ 149                                | D-K zemědělská a.s. – bourárna                                                                 |
| CZ 14919                              | Beskyd Fryčovice, a.s.                                                                         |
| CZ 14969                              | Zpracovna ryb Šišma s.r.o.                                                                     |
| CZ 15                                 | Kostelecké uzeniny a.s., provozovna Planá nad Lužnicí                                          |
| CZ 150                                | Jatky Bučovice, s.r.o.                                                                         |
| CZ 15012                              | Marie Černilová                                                                                |
| CZ 15035                              | P Z P MERLIN s. r. o.                                                                          |
| CZ 15081                              | Lubomír Hluchý                                                                                 |
| CZ 15233                              | ŠVÉDA – QUALITY s.r.o.                                                                         |
| CZ 15363                              | Lahůdky Vavřík a spol., s.r.o.                                                                 |
| CZ 15401                              | FRIGOEXIM spol. s r. o.                                                                        |
| CZ 15612                              | IMCO,s.r.o.                                                                                    |
| CZ 15623                              | ADITIVA CZ s.r.o.                                                                              |
| CZ 15669                              | ALIMPEX FOOD a.s.                                                                              |
| CZ 15707                              | The Candy Plus Sweet Factory, s.r.o.                                                           |
| CZ 15724                              | TOPSTUR s.r.o.                                                                                 |
| CZ 15738                              | Miroslav Rehák                                                                                 |
| CZ 15793                              | Ing.Václav Dašek                                                                               |
| CZ 158                                | BETAS s.r.o.                                                                                   |
| CZ 15902                              | KAREL KLOUČEK ŘEZNICTVÍ A UZENÁŘSTVÍ s.r.o.                                                    |
| CZ 15911                              | MAKRO Cash & Carry ČR s.r.o. – velkoobchodní středisko Liberec                                 |
| CZ 15955                              | VLS ČR, s.p., LS Mirošov                                                                       |
| CZ 16                                 | MADETA a. s., závod Jindřichův Hradec                                                          |
| CZ 160                                | Karel Havlíček                                                                                 |
| CZ 16046                              | PAŘENÉ SÝRY POKORNÁ                                                                            |
| CZ 16102                              | GRONKA – PRODEJ, spol. s r.o.                                                                  |
| CZ 16109                              | Řeznictví a uzenářství HEBELKA, s.r.o.                                                         |
| CZ 16124                              | S.M.K., a.s. – Rybářství Skalní mlýn                                                           |
| CZ 16134                              | Michaela Vávrová                                                                               |
| CZ 16162                              | Country Grill ČR, s.r.o.                                                                       |
| CZ 16195                              | HORTIM International , spol. s r.o.                                                            |
| CZ 16321                              | Jaromír Novák                                                                                  |
| CZ 16389                              | BILLA, spol. s r.o.                                                                            |
| CZ 16562                              | ESA s.r.o.                                                                                     |
| CZ 16580                              | ARKTIDA PLUS s.r.o.                                                                            |
| CZ 16658                              | Řeznictví JANUS, s.r.o                                                                         |
| CZ 16769                              | UZENINY BETA-výrobní závod                                                                     |
| CZ 168                                | Podkrkonošská uzenina s.r.o.                                                                   |
| CZ 16880                              | AGRO – CB, spol. s r.o.                                                                        |
| CZ 170                                | ZEPO Bořitov, družstvo                                                                         |
| CZ 17008                              | Biofarma – penzion Slunečná, Ing. Pavel Štěpánek – bourárna                                    |
| CZ 17009                              | Biofarma – penzion Slunečná, Ing. Pavel Štěpánek – mlékárna                                    |
| CZ 17022                              | Kateřina Kiričenko                                                                             |
| CZ 17143                              | Jatky Výsluní                                                                                  |
| CZ 17147                              | HOPI s.r.o.                                                                                    |
| CZ 17193                              | BORSO plus s.r.o.                                                                              |
| CZ 17369                              | PEL-MA s.r.o.                                                                                  |
| CZ 17373                              | FRESCO italiano s.r.o.                                                                         |
| CZ 17392                              | FRUTA Podivín, a.s.                                                                            |
| CZ 17648                              | Penzion Bejčkův mlýn Slavonice                                                                 |
| CZ 17777                              | Tivall CZ, s.r.o.                                                                              |
| CZ 178                                | K M S , spol. s r.o.                                                                           |
| CZ 17800                              | DRŮBEŽÍ SEN s.r.o.                                                                             |
| CZ 17837                              | MADETA a.s.                                                                                    |
| CZ 17847                              | ARTIFEX INSTANT, s.r.o.                                                                        |
| CZ 179                                | VOMA, s.r.o.                                                                                   |
| CZ 17928                              | Fakultní jatky, VETUNI                                                                         |
| CZ 17936                              | STEINEX a.s.                                                                                   |
| CZ 17940                              | Jiří Novák                                                                                     |
| CZ 17944                              | GASTRO ALDA s.r.o.                                                                             |
| CZ 18006                              | COMRICO s.r.o.                                                                                 |
| CZ 18101                              | VEJCE CZ s.r.o., PROVOZOVNA ČERNČICE, PROVOZ – VÝROBA VAJEC                                    |
| CZ 18106                              | GASTROPLUS Louny s.r.o.                                                                        |
| CZ 18141                              | VEJCE CZ s.r.o.                                                                                |
| CZ 182                                | KADLCEK s.r.o.                                                                                 |
| CZ 184                                | JACOM spol. s r.o.                                                                             |
| CZ 18467                              | Vodňanská drůbež, a.s.                                                                         |
| CZ 185                                | KMOTR – Masna Kroměříž a.s.                                                                    |
| CZ 18595                              | Petr Hemerka                                                                                   |
| CZ 186                                | Pravčická a.s.                                                                                 |
| CZ 18656                              | SEOS FRUIT s.r.o.                                                                              |
| CZ 18697                              | Roman Kostomlatský                                                                             |
| CZ 18700                              | PRIMA – maso, uzeniny, velkoobchod                                                             |
| CZ 18796                              | Zeelandia spol. s r.o., sklad                                                                  |
| CZ 18811                              | ASTUR-KA, s.r.o.                                                                               |
| CZ 18816                              | Jatky Libochovice s.r.o.                                                                       |
| CZ 18831                              | JOTIS, s.r.o.                                                                                  |
| CZ 18836                              | Chovaneček s.r.o.                                                                              |
| CZ 18995                              | Řeznictví – Uzenářství Vašíček a spol.                                                         |
| CZ 19115                              | Oldřich Bečka                                                                                  |
| CZ 19138                              | WHALLEY a.s.                                                                                   |
| CZ 19198                              | Řeznictví a jídelna U Vítků                                                                    |
| CZ 19404                              | Monika Menčíková                                                                               |
| CZ 19463                              | KORČIÁN s.r.o.                                                                                 |
| CZ 19559                              | Milan Strnad                                                                                   |
| CZ 19561                              | OCEAN48 s.r.o.                                                                                 |
| CZ 19634                              | Maso Here                                                                                      |
| CZ 19635                              | I.Moravská distribuční společnost s.r.o.                                                       |
| CZ 19636                              | Allimex Trading, spol. s r.o.                                                                  |
| CZ 19640                              | Eis studio Pardubice s.r.o.                                                                    |
| CZ 19641                              | Ing. Jiří Kadeřávek – Farma Věkoše                                                             |
| CZ 19644                              | Maso Krejsa s.r.o.                                                                             |
| CZ 19651                              | Josef Drda                                                                                     |
| CZ 19673                              | Petr Vašák                                                                                     |
| CZ 198                                | Drůbež CZ, s.r.o.                                                                              |
| CZ 19853                              | DIANA SEVEN, a.s.                                                                              |
| CZ 19885                              | Minimlékárna AGM FARMERS spol. s r. o.                                                         |
| CZ 2005                               | Radek Harvalík – Jatky Hradčany                                                                |
| CZ 20057                              | Uzenářství Ježek s.r.o.                                                                        |
| CZ 20076                              | BILBO šmak s.r.o.                                                                              |
| CZ 2034                               | Zemědělské družstvo Roprachtice                                                                |
| CZ 205                                | VÚVeL – experimentální porážka                                                                 |
| CZ 20504                              | Veletrhy Brno, a.s.                                                                            |
| CZ 20603                              | Ekofarma Bošina                                                                                |
| CZ 20616                              | Karsit Agro, a.s.                                                                              |
| CZ 20640                              | EURONA s.r.o.                                                                                  |
| CZ 207                                | VLAMA, spol. s r.o.                                                                            |
| CZ 20706                              | ŘEZNICTVÍ KRČMA                                                                                |
| CZ 208                                | MADETA a. s.., závod Planá nad Lužnicí                                                         |
| CZ 20924                              | CzechPak Manufacturing, s.r.o.                                                                 |
| CZ 20932                              | DELOCAN CZ s.r.o.                                                                              |
| CZ 20934                              | Mini Market                                                                                    |
| CZ 2101                               | Třemošenská uzenina                                                                            |
| CZ 2102                               | Jatka Volary                                                                                   |
| CZ 2105                               | D-K zemědělská a.s. – jatky                                                                    |
| CZ 21093                              | Horáková Meat s.r.o. – bourárna masa                                                           |
| CZ 2119                               | Řeznictví a uzenářství                                                                         |
| CZ 212                                | František Matoušek                                                                             |
| CZ 2133                               | Porážka , bourárna výrobna masných výrobků, prodejna Lešany                                    |
| CZ 21335                              | AXEM s.r.o.                                                                                    |
| CZ 21351                              | Lužan s.r.o.                                                                                   |
| CZ 2136                               | VLS ČR, s.p., LS Obecnice                                                                      |
| CZ 2139                               | Porážka prasat Předmíř                                                                         |
| CZ 2140                               | Zemědělské družstvo Újezd u Uničova                                                            |
| CZ 21430                              | Kubík a.s.                                                                                     |
| CZ 2144                               | ZD Dub nad Moravou                                                                             |
| CZ 2152                               | Miroslav Prošek ml. – ŘEZNICTVÍ-UZENÁŘSTVÍ                                                     |
| CZ 21571                              | civakure                                                                                       |
| CZ 21647                              | AGRO-OVIS spol. s r.o.                                                                         |
| CZ 2171                               | DIEMA s.r.o.                                                                                   |
| CZ 21740060                           | DOBRO,spol.s r.o.                                                                              |
| CZ 21740071                           | UNIKOM, a.s.                                                                                   |
| CZ 21740082                           | Tesco Stores ČR a.s.                                                                           |
| CZ 21740161                           | POLAR TRADING s.r.o.                                                                           |
| CZ 21740183                           | FANY Gastroservis s.r.o.                                                                       |
| CZ 21740194                           | FRESHFRUIT LOGISTIC, s.r.o.                                                                    |
| CZ 21740240                           | Frost Logistics a.s.                                                                           |
| CZ 21740251                           | Mrazírny Úžice                                                                                 |
| CZ 21740262                           | DIANA-MRÁZEK – EKO spol. s r.o.                                                                |
| CZ 21740318                           | LUKUL s.r.o.                                                                                   |
| CZ 21740374                           | JEDNOTA, spotřební družstvo v Nymburce                                                         |
| CZ 21740396                           | ASPIUS spol. s r.o.                                                                            |
| CZ 21740497                           | SAHNEBŐHM Praha, spol. s r.o.                                                                  |
| CZ 21740699                           | HAVI Logistics s.r.o.                                                                          |
| CZ 21740712                           | bio nebio s.r.o.                                                                               |
| CZ 21740756                           | Food & Friends s.r.o.                                                                          |
| CZ 21740824                           | LESA s.r.o.                                                                                    |
| CZ 21740879                           | Amaso CZ,s.r.o., Jeneč                                                                         |
| CZ 21740936                           | Family Market s.r.o.                                                                           |
| CZ 21740958                           | Ladislav Černý, Chýně                                                                          |
| CZ 21740981                           | Family Market s.r.o.Kropáčova Vrutice                                                          |
| CZ 21741016                           | Velkosklad                                                                                     |
| CZ 21741027                           | Centrální sklad Globus ČR,v.o.s.                                                               |
| CZ 21741049                           | LARYBA s.r.o.                                                                                  |
| CZ 21741106                           | Kalle CZ s.r.o.                                                                                |
| CZ 21741229                           | Lesaffre Česko, a.s.                                                                           |
| CZ 21741285                           | PEŠEK- RAMBOUSEK s.r.o.                                                                        |
| CZ 21741353                           | Velkoobchod s potravinami                                                                      |
| CZ 21741364                           | Family Market s.r.o.                                                                           |
| CZ 21741386                           | ESA s.r.o.                                                                                     |
| CZ 21741454                           | Vlastimil Pitner                                                                               |
| CZ 21741511                           | Roline Internationale Spedition                                                                |
| CZ 21741566                           | AGLO Trading, s.r.o.                                                                           |
| CZ 21741588                           | AGRO Jesenice u Prahy a.s.                                                                     |
| CZ 21741601                           | Orkla Food Ingredients Česko s.r.o.                                                            |
| CZ 21741634                           | COUNTRY LIFE s.r.o.                                                                            |
| CZ 21741645                           | SYPEX, spol. s r.o.                                                                            |
| CZ 21741667                           | Zdeněk Hendrich s.r.o.                                                                         |
| CZ 21741678                           | UNIBRANDS CZ s.r.o.                                                                            |
| CZ 21741690                           | MASO VELEŇ S.R.O                                                                               |
| CZ 21741702                           | La Lorraine, a.s.                                                                              |
| CZ 21741803                           | BUDA MONT spol.s.r.o.                                                                          |
| CZ 21741814                           | Milan Jelínek                                                                                  |
| CZ 21741836                           | Sklad vajec Alena Jakešová                                                                     |
| CZ 21741870                           | BURGER Czech s.r.o                                                                             |
| CZ 21741926                           | CHEESY & Ko s.r.o.                                                                             |
| CZ 21741937                           | KBJ VELKOOBCHODY, s.r.o.                                                                       |
| CZ 21741982                           | MAKRO Cash&Carry ČR s r.o./Centrální sklad Kozomín                                             |
| CZ 21742028                           | Tako Foods s.r.o.                                                                              |
| CZ 21742039                           | sklad                                                                                          |
| CZ 21742051                           | Raben Logistics Czech s r.o.                                                                   |
| CZ 21742073                           | Slovenské tradičné s.r.o                                                                       |
| CZ 21742118                           | Torme s.r.o                                                                                    |
| CZ 21742129                           | Klarika vobis s.r.o.                                                                           |
| CZ 21742163                           | Comp alfa, s.r.o.                                                                              |
| CZ 21742196                           | NURAN KEBAB s.r.o.                                                                             |
| CZ 21742208                           | Tamda Foods Distribuční centrum                                                                |
| CZ 21742242                           | O.K. Trans Logistics, s.r.o.                                                                   |
| CZ 21742253                           | cargo-partner ČR s.r.o.                                                                        |
| CZ 21742309                           | Gibon Delivery Logistic s.r.o.                                                                 |
| CZ 21742387                           | Country Grill ČR, s.r.o.                                                                       |
| CZ 21742398                           | ALDA Foods s.r.o.                                                                              |
| CZ 21742422                           | GEBRÜDER WEISS spol. s r.o.                                                                    |
| CZ 21742455                           | SWEET DELIGHT.a.s.                                                                             |
| CZ 21742466                           | Miroslava Grundzová                                                                            |
| CZ 21742499                           | Orkla Foods Česko a Slovensko a.s.                                                             |
| CZ 21742501                           | Mezisklad vajec a zázemí – Zbraslav                                                            |
| CZ 21742512                           | Velkosklad potravin Lidl                                                                       |
| CZ 21742523                           | Skladové centrum Hlubočinka                                                                    |
| CZ 21742556                           | DSV Solutions s.r.o.                                                                           |
| CZ 21742567                           | Farmářská uzenina                                                                              |
| CZ 21742578                           | Adetec Holding s.r.o.                                                                          |
| CZ 21742589                           | Profi Meat s.r.o                                                                               |
| CZ 21742611                           | Meatster s.r.o.                                                                                |
| CZ 21742624                           | IVIČILI – sklad                                                                                |
| CZ 21742635                           | Gril servis s.r.o                                                                              |
| CZ 21742679                           | BONSAN s.r.o.                                                                                  |
| CZ 21742691                           | ESA s.r.o.- chlazené depo Poděbrady                                                            |
| CZ 21742725                           | Lokalmarket s.r.o.                                                                             |
| CZ 21742736                           | Centrální sklad Modletice                                                                      |
| CZ 21742747                           | Distribuční sklad                                                                              |
| CZ 21742770                           | Velká Pecka s.r.o. – Chrášťany                                                                 |
| CZ 21742781                           | SYMEONS s.r.o                                                                                  |
| CZ 21742815                           | Hubka-Petrášek a vnuci s.r.o.                                                                  |
| CZ 21742826                           | PETMARK s.r.o                                                                                  |
| CZ 21742837                           | ALLTRADE FOODS s.r.o.                                                                          |
| CZ 21742848                           | Závod na výrobu konzumních vajec Trnová u Dobříše                                              |
| CZ 21742859                           | BOSS Production s.r.o.                                                                         |
| CZ 21742860                           | Boxxi logistics s.r.o.                                                                         |
| CZ 21742871                           | Bc. Daniel Kuklovský                                                                           |
| CZ 21770119                           | FIMPED s.r.o.                                                                                  |
| CZ 21770153                           | Crocodille ČR, spol. s.r.o., odštěpný závod Franchising                                        |
| CZ 21770164                           | ALFA – FOOD s.r.o.                                                                             |
| CZ 21770186                           | HEROLD řeznické potřeby s.r.o.                                                                 |
| CZ 21770209                           | HAS-Döner s.r.o.                                                                               |
| CZ 21770210                           | Original Shawarma                                                                              |
| CZ 2178                               | Jan RATAJ – řeznictví a uzenářství                                                             |
| CZ 218                                | MADETA a.s.                                                                                    |
| CZ 21810002                           | Farma DRUHAZ, spol.s r.o.                                                                      |
| CZ 21810057                           | Jatky Bojmany s.r.o.                                                                           |
| CZ 21810091                           | Ing. Zdeněk Vojtěchovský                                                                       |
| CZ 21810158                           | Bruinsma Czech s.r.o.                                                                          |
| CZ 21810169                           | Tomáš Jelen                                                                                    |
| CZ 21810170                           | Středočeská drůbež s.r.o.                                                                      |
| CZ 21810181                           | Drůbeží porážka Lány                                                                           |
| CZ 21810204                           | Porážka drůbeže                                                                                |
| CZ 21820058                           | Porcovna čerstvé drůbeže                                                                       |
| CZ 21820081                           | Vein s.r.o.                                                                                    |
| CZ 21820171                           | MD MASO s.r.o                                                                                  |
| CZ 21820182                           | Basali.com s.r.o.                                                                              |
| CZ 21820249                           | HVK Maso s.r.o                                                                                 |
| CZ 21836                              | MILKI – TRANS s.r.o. – Moravské Grunt                                                          |
| CZ 21840061                           | Eurowild s.r.o.                                                                                |
| CZ 21840151                           | Maxmilián                                                                                      |
| CZ 21840342                           | Jiří Sternberg                                                                                 |
| CZ 21840487                           | Chladící (sic!) zařízení                                                                       |
| CZ 21840522                           | Výkup zvěřiny a zpracování masa                                                                |
| CZ 21840533                           | Malokapacitní zpracovna zvěřiny                                                                |
| CZ 21840544                           | Myslivecký spolek Hubert Divišov                                                               |
| CZ 21840634                           | Zařízení pro nakládání se zvěřinou LS Nouzov                                                   |
| CZ 21841051                           | MS Svrkyně – Velké Přílepy                                                                     |
| CZ 21841466                           | Myslivecký spolek Bylanka – Chrášťany                                                          |
| CZ 21841477                           | Myslivecký spolek TUCHORAZ                                                                     |
| CZ 21841499                           | Lesy ČZU – honitba Bohumile                                                                    |
| CZ 21841501                           | Lesy ČZU – honitba Radlice                                                                     |
| CZ 21841512                           | Lesy ČZU – honitba Stříbrná Skalice – les                                                      |
| CZ 2185                               | Žihelský statek, a.s., jatky                                                                   |
| CZ 21850231                           | LAKTOS,a.s.                                                                                    |
| CZ 21850309                           | Kozí zahrádka s.r.o.                                                                           |
| CZ 21850310                           | Bio Vavřinec s.r.o.                                                                            |
| CZ 21850398                           | BENEA s.r.o.                                                                                   |
| CZ 21850433                           | APOSTOLOV, s.r.o.                                                                              |
| CZ 21850455                           | Mlékárna – výrobna sýrů                                                                        |
| CZ 21850488                           | LAKTOS,a.s.                                                                                    |
| CZ 21850501                           | Mlékárna Zlatníky                                                                              |
| CZ 21850534                           | Mlékárna Ohaře                                                                                 |
| CZ 21850613                           | Sýrárna a mlékárna Slapy                                                                       |
| CZ 21850624                           | mlékárna                                                                                       |
| CZ 21850668                           | FARNEMA s.r.o.                                                                                 |
| CZ 21850770                           | Budulínkův Mls                                                                                 |
| CZ 21850781                           | Výrobna Mozzarelly                                                                             |
| CZ 21850826                           | Rodinná sýrárna Liblice                                                                        |
| CZ 21850860                           | Čerstvě nadojeno s.r.o.                                                                        |
| CZ 21850871                           | ZRUČné dobroty                                                                                 |
| CZ 21850893                           | Sýrárna Háje                                                                                   |
| CZ 21850927                           | Sýrárna JAGA                                                                                   |
| CZ 21850972                           | FARMA U SVATÉ ANNY                                                                             |
| CZ 21851007                           | AGRO PODLESÍ, a.s.                                                                             |
| CZ 21851029                           | Sýrožrouti s.r.o.                                                                              |
| CZ 21851041                           | Adéla Blechová                                                                                 |
| CZ 21870008                           | ATLANTIK PRODUKT Třešňák s.r.o.                                                                |
| CZ 21870132                           | MAKRO Cash & Carry ČR s.r.o.                                                                   |
| CZ 21870200                           | Dita Marešová                                                                                  |
| CZ 21870288                           | Prague Fish s.r.o.                                                                             |
| CZ 21870312                           | HOPI CEE FISH HUB s.r.o.                                                                       |
| CZ 21880010                           | Václav Matoušek                                                                                |
| CZ 21880087                           | OVUS-podnik živočišné výroby, spol. s r.o.                                                     |
| CZ 21880199                           | Josef Dvořák                                                                                   |
| CZ 21880201                           | Petr Kubát                                                                                     |
| CZ 21880223                           | Jaroslav Mrázek                                                                                |
| CZ 21880234                           | Bohunka Brýnová – Kokoland společenství                                                        |
| CZ 21880267                           | Dvůr Kostomlaty s.r.o.                                                                         |
| CZ 21880278                           | Bc.Ondřej Bačina – AGROSSYN                                                                    |
| CZ 21880289                           | Unikom,a.s.-třídírna a balírna vajec Markovice                                                 |
| CZ 21880290                           | Jan Král                                                                                       |
| CZ 21880324                           | Nguyen Xuan HAI – třídírna a balírna křepelčích vajec                                          |
| CZ 21880335                           | Farma od Želivky, s.r.o.                                                                       |
| CZ 21880346                           | Třídírna a prodejna vajec-Dobřejovice                                                          |
| CZ 21880357                           | Velkostatek Tetín s.r.o.                                                                       |
| CZ 219                                | Bohušovická mlékárna a.s.                                                                      |
| CZ 21910014                           | JATKY Český Brod a.s.                                                                          |
| CZ 21910070                           | JATKY TISMICE, s.r.o.                                                                          |
| CZ 21910148                           | Jiří Klán – Řeznictví a uzenářství                                                             |
| CZ 21910160                           | Jan Konderla                                                                                   |
| CZ 21910171                           | JATKA Jeníkov                                                                                  |
| CZ 21910182                           | TIME s.r.o.                                                                                    |
| CZ 21910205                           | Jatky Verner                                                                                   |
| CZ 21910249                           | Jaroslav Novák st.-Řez. a uzen.U Nováků                                                        |
| CZ 21910261                           | Vladimír Goldšmíd                                                                              |
| CZ 21910306                           | Czernin AGRO s.r.o.                                                                            |
| CZ 21910328                           | Jan Klepiš – řeznictví a uzenářství                                                            |
| CZ 21910407                           | FIALA Milovice s.r.o.                                                                          |
| CZ 21910429                           | Leoš Holub                                                                                     |
| CZ 21910474                           | Václav Holý                                                                                    |
| CZ 21910496                           | KUKBURG JATKA KUCHAŘ                                                                           |
| CZ 21910508                           | Maso domů – OCG s.r.o.                                                                         |
| CZ 21910519                           | LOUDY s.r.o.                                                                                   |
| CZ 21910531                           | MASNA Rosovice s.r.o.                                                                          |
| CZ 21910542                           | Šulc Ivo                                                                                       |
| CZ 21910553                           | MARKO Family Farm s.r.o.                                                                       |
| CZ 21910564                           | Porážka jatečných zvířat                                                                       |
| CZ 21910575                           | Velkostatek Tetín – JATKY                                                                      |
| CZ 21910586                           | Biofarma Dolní Bezděkov                                                                        |
| CZ 21910597                           | Mlékárna a jatky Ekofarma Kosařův mlýn, s.r.o.                                                 |
| CZ 21910609                           | Jan Počepický                                                                                  |
| CZ 21910610                           | Faremní areál Fox Meadows, Přívlaky                                                            |
| CZ 21910621                           | Statek Slapy, družstvo                                                                         |
| CZ 21912                              | FITaFER, s. r. o.                                                                              |
| CZ 21914                              | Farma Třebešov                                                                                 |
| CZ 21920059                           | TORAFLEISCH s r.o.                                                                             |
| CZ 21920161                           | PRAVE Rakovník, akciová společnost                                                             |
| CZ 21920228                           | Pavel Šubrt                                                                                    |
| CZ 21920262                           | Miroslav Doležal                                                                               |
| CZ 21920284                           | ŘEZNICTVÍ – UZENÁŘSTVÍ HORKÝ JAROMÍR                                                           |
| CZ 21920330                           | Petr Moudrý                                                                                    |
| CZ 21920374                           | Jan Klepiš – řeznictví a uzenářství                                                            |
| CZ 21920431                           | Maso Čáslav s.r.o.                                                                             |
| CZ 21920442                           | Zdeněk Absolon s.r.o.                                                                          |
| CZ 21920509                           | MASI-CO s.r.o.                                                                                 |
| CZ 21920587                           | Jatka Janovice, spol. s r.o.                                                                   |
| CZ 21920598                           | MASO BOUSOV s.r.o.                                                                             |
| CZ 21920633                           | Ondřej Zlámal, Kodetova                                                                        |
| CZ 21920644                           | Miloš Křeček KK, s.r.o.                                                                        |
| CZ 21920655                           | Zdeněk Hendrich s.r.o.                                                                         |
| CZ 21920666                           | 1. jílovská bourárna                                                                           |
| CZ 21920677                           | Ing. Luboš Vrtilka                                                                             |
| CZ 21920699                           | Libor Procházka                                                                                |
| CZ 21920701                           | Ing. Karel Horák                                                                               |
| CZ 21920712                           | RENA FOOD s.r.o. bourárna červeného masa                                                       |
| CZ 21920723                           | Václav Vilímovský                                                                              |
| CZ 21920745                           | Bourárna masa s expedicí                                                                       |
| CZ 21920778                           | Masovýroba                                                                                     |
| CZ 21920802                           | maso-food s.r.o                                                                                |
| CZ 21920813                           | ONDEPO service s.r.o.                                                                          |
| CZ 21920835                           | I N T E G R O a.s.                                                                             |
| CZ 21920846                           | Jaroslava Juhász /JaMi                                                                         |
| CZ 21920857                           | Maso Market Servis                                                                             |
| CZ 21920868                           | Bourárna a jatka                                                                               |
| CZ 21920879                           | Pavel Provazník                                                                                |
| CZ 21920880                           | Maso z pastvin s.r.o.                                                                          |
| CZ 21920891                           | BUFFALO FARM s.r.o.                                                                            |
| CZ 21920903                           | Maso z Kozmic s.r.o.                                                                           |
| CZ 21930016                           | MASNÉ KRÁMY s.r.o.                                                                             |
| CZ 21931589                           | Stanislav Chvapil                                                                              |
| CZ 21931590                           | Roman Sova                                                                                     |
| CZ 21931815                           | Jiří Kozojed – Řeznictví a uzenářství                                                          |
| CZ 21931837                           | Maso Dvořáčkovi s.r.o.                                                                         |
| CZ 21931859                           | JUPITER center, s.r.o.                                                                         |
| CZ 21932030                           | Pivovar Bohdaneč s.r.o.                                                                        |
| CZ 21940051                           | Lahůdky Vojkov, s.r.o.                                                                         |
| CZ 21940309                           | JMS spol.s.r.o.                                                                                |
| CZ 21940376                           | GT, s.r.o.                                                                                     |
| CZ 21940387                           | Vladimír Goldšmíd                                                                              |
| CZ 21940398                           | LE&CO – Ing. Jiří Lenc, s.r.o.                                                                 |
| CZ 21940411                           | Martin Růzha                                                                                   |
| CZ 21940422                           | Maspoma CZ spol. s r.o.                                                                        |
| CZ 21940444                           | Jan Vrábík                                                                                     |
| CZ 21940499                           | ŘEZNICTVÍ A UZENÁŘSTVÍ – Michal Vtelenský                                                      |
| CZ 21940523                           | PK ham spol. s r.o.                                                                            |
| CZ 21940545                           | Lahůdky Příbram s.r.o.                                                                         |
| CZ 21940556                           | PROAGRO Nymburk a.s.                                                                           |
| CZ 21940578                           | RS maso CZ, s.r.o.                                                                             |
| CZ 21940590                           | TAUC spol. s r.o.                                                                              |
| CZ 21940646                           | Kukburg Capital a.s. – Vonoklasy výrobna                                                       |
| CZ 21940679                           | BURGR JAKO KRÁVA s.r.o.                                                                        |
| CZ 21940680                           | Křupavá kachna                                                                                 |
| CZ 21940691                           | Baker`s House s.r.o.                                                                           |
| CZ 21940703                           | Pavel Šťástka                                                                                  |
| CZ 21940714                           | MINAVI s.r.o.                                                                                  |
| CZ 21940725                           | Max Food SE                                                                                    |
| CZ 21940770                           | TP Invest s.r.o.                                                                               |
| CZ 21940826                           | LAHŮDKY-PALMA spol.s.r.o                                                                       |
| CZ 21940837                           | PELMEN.CZ                                                                                      |
| CZ 21940859                           | Karel Čech                                                                                     |
| CZ 21940871                           | DOBROTY KAČENA                                                                                 |
| CZ 21940882                           | AD Výroba potravin s.r.o.                                                                      |
| CZ 21940893                           | Petr Kratochvíl                                                                                |
| CZ 21940905                           | KEBAB KURD s.r.o.                                                                              |
| CZ 21940938                           | Výrobna uzeného drůbežího masa                                                                 |
| CZ 21940983                           | ŘEZNICTVÍ – UZENÁŘSTVÍ L. HOLUB                                                                |
| CZ 21940994                           | Masná výrobna                                                                                  |
| CZ 21941007                           | Meat Import s.r.o.                                                                             |
| CZ 21941018                           | Na Staré Rychtě                                                                                |
| CZ 21941041                           | Biltong s.r.o.                                                                                 |
| CZ 21941052                           | Uzenářství u Baštů                                                                             |
| CZ 21941085                           | Hostinec U Jarošů                                                                              |
| CZ 21941108                           | Akonzerva s.r.o.                                                                               |
| CZ 21941119                           | Red Meat                                                                                       |
| CZ 21941120                           | MALIK TRADING.CO s.r.o.                                                                        |
| CZ 21941131                           | Restaurace Sokolovna                                                                           |
| CZ 2195                               | JATKA Vodňany a.s.                                                                             |
| CZ 2197                               | Bivoj a.s.                                                                                     |
| CZ 21970054                           | Vladislav Kalaš                                                                                |
| CZ 21970098                           | GURMÁN KLUB, s.r.o.                                                                            |
| CZ 21970245                           | Jatka Vysoký Chlumec                                                                           |
| CZ 21970818                           | GALAXXY FOOD s.r.o.                                                                            |
| CZ 21970829                           | PVA Produkt s.r.o.                                                                             |
| CZ 21990810                           | Robert Mikoláš – Farma Mikolášovi                                                              |
| CZ 21995646                           | AGRO Jesenice u Prahy, a.s.                                                                    |
| CZ 21P02282                           | Fat Brothers s.r.o.                                                                            |
| CZ 21P02743                           | RABBIT Trhový Štěpánov a.s., řeznictví RABBIT Kolín                                            |
| CZ 220                                | Mlékárna Olešnice a.s.                                                                         |
| CZ 22057                              | Jiří Jelínek – Výrobna studených pokrmů                                                        |
| CZ 221                                | Jaroměřická mlékárna, a.s.                                                                     |
| CZ 222                                | TIPAFROST, a.s.                                                                                |
| CZ 223                                | BEL Sýry Česko a.s.                                                                            |
| CZ 22319                              | Deli Farm                                                                                      |
| CZ 22321                              | BILLA, spo. s r.o.                                                                             |
| CZ 22329                              | Lidl Průhonice                                                                                 |
| CZ 22330                              | Petr Prošek                                                                                    |
| CZ 22340                              | BILLA Vestec                                                                                   |
| CZ 22351                              | EUROENTER FOOD s.r.o.                                                                          |
| CZ 22353                              | Jaroslav Kuzma                                                                                 |
| CZ 22403                              | Uzeniny Beta-Prodejna Brandýs n/L                                                              |
| CZ 22405                              | ŠUPINKA & PLOUTVIČKA                                                                           |
| CZ 22435                              | Kaufland Česká republika v.o.s.                                                                |
| CZ 22436                              | DELMART s.r.o Čestlice                                                                         |
| CZ 22442                              | JIP východočeská, a.s.                                                                         |
| CZ 22448                              | BILLA spol.s.r.o.,fil.č.104                                                                    |
| CZ 22450                              | BILLA,spol.s.r.o                                                                               |
| CZ 22675                              | Andrej Tlustý – Masná výrobna                                                                  |
| CZ 22678                              | Ing. Bc. Dalibor Cichý, MBA – faremní minimlékárna Kozí ráj                                    |
| CZ 228                                | Tavírna sýrů Salix s.r.o.                                                                      |
| CZ 22941                              | Living spoon, s. r. o.                                                                         |
| CZ 22946                              | Lev Hides s. r. o.                                                                             |
| CZ 22952                              | Roman Kroupa – Sýrárna Dolní Dunajovice                                                        |
| CZ 22953                              | Farma Pálava s.r.o. – Faremní mlékárna                                                         |
| CZ 22956                              | BETULA PENDULA s.r.o.                                                                          |
| CZ 22999                              | Lenka Klíčová – minimlékárna Božice                                                            |
| CZ 23165                              | AG MAIWALD a.s. – Drůbežárna Velký Dvůr                                                        |
| CZ 23166                              | Slunce Impex s.r.o. – Balkánské speciality                                                     |
| CZ 23273                              | Jatka Kolář                                                                                    |
| CZ 233                                | Mlékárna Čejetičky, spol. s.r.o.                                                               |
| CZ 23365                              | Marek Chalupa – Edosushi                                                                       |
| CZ 23373                              | ZD Vícov – sklad masa a uzenin                                                                 |
| CZ 23380                              | Zuzana Moučková – kozí farma Drysice – minimlékárna                                            |
| CZ 242                                | Jatka Ivančice, s.r.o.                                                                         |
| CZ 243                                | Agro MONET, a.s.                                                                               |
| CZ 246                                | Steinhauser, s.r.o.                                                                            |
| CZ 247                                | HADAČ a ZAPLETAL, s.r.o.                                                                       |
| CZ 25074                              | POCTIVÁ MORAVSKÁ – sociální podnik, a.s.                                                       |
| CZ 25075                              | Dušan Klimeš – Sýrárna Mikulov                                                                 |
| CZ 25204                              | hamham.cz s. r. o.                                                                             |
| CZ 25213                              | EUROICE food s.r.o.                                                                            |
| CZ 25230                              | Bidfood Czech Republic s. r. o.                                                                |
| CZ 25608                              | Miroslav Mecerod – Vinotéka Slunce                                                             |
| CZ 25620                              | Steinhauser, s.r.o. – jatky Skalice nad Svitavou                                               |
| CZ 25627                              | Luboš Valtr – Sklad a bourárna masa                                                            |
| CZ 25966                              | ESA s.r.o. – sklad Ostrava                                                                     |
| CZ 26044                              | Oleg Šuťak – pojízdná prodejna                                                                 |
| CZ 26101                              | BILLA,spol.s.r.o,fil.154                                                                       |
| CZ 26102                              | Mnichovické řeznictví                                                                          |
| CZ 26221                              | mcePharma s. r. o.                                                                             |
| CZ 272                                | ZÁTOR – AGROZAT s.r.o., Jatky Světlá Hora                                                      |
| CZ 283                                | JABOR, spol. s r.o. – Řeznictví uzenářství JATKA Borkovany                                     |
| CZ 299                                | Jihočeská masna, s.r.o.                                                                        |
| CZ 3003                               | Fjord Bohemia s.r.o.                                                                           |
| CZ 302                                | Maso Jičín s. r.o.                                                                             |
| CZ 3021                               | HELEB spol. s r.o.                                                                             |
| CZ 3059                               | Řeznictví Marešovi s r.o.                                                                      |
| CZ 3066                               | Zámecká výrobna uzenin spol.s.r.o                                                              |
| CZ 3080                               | Novák maso – uzeniny                                                                           |
| CZ 3084                               | HOPI s.r.o.                                                                                    |
| CZ 3086                               | Penny Market Obchodní společnost s.r.o.                                                        |
| CZ 3089                               | NĚMCOVA SELSKÁ MLÉKÁRNA RADONICE,společnost s ručením omezeným                                 |
| CZ 309                                | FrostFood a.s.                                                                                 |
| CZ 310                                | Devro s.r.o.                                                                                   |
| CZ 314                                | Slovácká Fruta, a.s.                                                                           |
| CZ 3141                               | NEKTON- Vrňata s.r.o.                                                                          |
| CZ 3146                               | Madeta a.s.                                                                                    |
| CZ 3149                               | VINACORP, s.r.o.                                                                               |
| CZ 316                                | Jatka Zbiroh spol. s r.o.                                                                      |
| CZ 31740005                           | Velkoobchodní sklad Soběslav                                                                   |
| CZ 31740038                           | FLOSMAN a.s.                                                                                   |
| CZ 31740162                           | ALIMPEX FOOD a.s.                                                                              |
| CZ 31740184                           | ML Kratochvíl spol. s r.o.                                                                     |
| CZ 31740195                           | GOLDIM spol.s r.o.                                                                             |
| CZ 31740230                           | DUTCH BUDDY                                                                                    |
| CZ 31740241                           | Velkosklad České Budějovice                                                                    |
| CZ 31740252                           | VRTAL s.r.o.                                                                                   |
| CZ 31740274                           | WSmeat s.r.o.                                                                                  |
| CZ 31740285                           | MADETA a.s., sklad sušeného mléka                                                              |
| CZ 31740296                           | MASUZ s.r.o.                                                                                   |
| CZ 31740308                           | VAREPO s.r.o.                                                                                  |
| CZ 31740319                           | Distribuční a logistický sklad                                                                 |
| CZ 31740353                           | CORNET cz s.r.o.                                                                               |
| CZ 31740386                           | AGRO – CB, spol. s r.o.                                                                        |
| CZ 31740421                           | Bidfood Czech Republic s.r.o.                                                                  |
| CZ 31740500                           | ALDA Foods s.r.o.                                                                              |
| CZ 318                                | Kostelecké uzeniny a.s.                                                                        |
| CZ 31810025                           | Malá porážka drůbeže                                                                           |
| CZ 31810036                           | Borovany – porážka drůbeže                                                                     |
| CZ 31820037                           | Expres Dönner und Fleisch s.r.o.                                                               |
| CZ 31840130                           | Zařízení pro nakládání se zvěřinou Chvalšiny                                                   |
| CZ 31840141                           | Stycore s.r.o.                                                                                 |
| CZ 31840208                           | Dove Network a.s., provozovna Penzion Dobré časy                                               |
| CZ 31840220                           | Objekt pro výkup a zpracování zvěřiny                                                          |
| CZ 31840310                           | Pavel Friedberger                                                                              |
| CZ 31840400                           | Objekt pro uchování a zpracování zvěřiny                                                       |
| CZ 31840691                           | Bourárna zvěřiny a hovězího masa LS Chvalšiny                                                  |
| CZ 31850175                           | Josef Ciboch                                                                                   |
| CZ 31850186                           | Sýrárna a bourárna Statek Horní Dvorce s.r.o.                                                  |
| CZ 31850232                           | Mlékárna Mláka                                                                                 |
| CZ 31850276                           | GOLDIM spol.s.r.o.                                                                             |
| CZ 31850287                           | Mlékárna Chrášťovice                                                                           |
| CZ 31850298                           | Minimlékárna ŠKAREZ Fidlerovi                                                                  |
| CZ 31850322                           | Farma Struhy s.r.o.                                                                            |
| CZ 31850355                           | Mlékárna Meziříčí                                                                              |
| CZ 31850401                           | Rodinná farma Výrov s.r.o.                                                                     |
| CZ 31850445                           | FARMA V MARINKÁCH                                                                              |
| CZ 31850489                           | MINIMLÉKÁRNA Farma Vlkov                                                                       |
| CZ 31850580                           | Jan Klimeš                                                                                     |
| CZ 31870076                           | Šupina a Šupinka s.r.o.                                                                        |
| CZ 31870098                           | Fakulta rybářství a ochrany vod, Ústav akvakultury a ochrany vod, Zpracovna ryb                |
| CZ 31870100                           | Zpracovna ryb a prodejna Na sádkách, Čejetice                                                  |
| CZ 31870111                           | Zpracovna ryb Hroby                                                                            |
| CZ 31880112                           | Ing. Ondřej Čížek                                                                              |
| CZ 31910374                           | Václav Šoul                                                                                    |
| CZ 31910396                           | Farma Strážný s.r.o. – Jatky Hliniště                                                          |
| CZ 31910408                           | Farma Semice                                                                                   |
| CZ 31910419                           | Jatka Besednice                                                                                |
| CZ 31910420                           | Pavel Štefan                                                                                   |
| CZ 31910453                           | Jan Chmelík                                                                                    |
| CZ 31910464                           | Jatka ZEMSPOL DEŠNÁ                                                                            |
| CZ 31910475                           | Zdeněk Misař                                                                                   |
| CZ 31930466                           | RODINNÁ FARMA ČUNÁT                                                                            |
| CZ 31940175                           | Masná výroba a uzenářství Bohunice s.r.o.                                                      |
| CZ 31940210                           | Bourárna Netěchovice                                                                           |
| CZ 31940276                           | Farmářská masna                                                                                |
| CZ 31940333                           | Zemědělské družstvo Bělčice – bourárna, výrobna                                                |
| CZ 31940344                           | Standovo Jerky                                                                                 |
| CZ 31940434                           | Tomáš Bárta                                                                                    |
| CZ 31940445                           | ARIAN Döner produktion s.r.o.                                                                  |
| CZ 31940456                           | Řeznictví MAUZ                                                                                 |
| CZ 31940478                           | Jerky-s JENS                                                                                   |
| CZ 31970202                           | AWETA                                                                                          |
| CZ 31970257                           | Výrobna Lahůdek                                                                                |
| CZ 31970280                           | Penzion Frankův Dvůr                                                                           |
| CZ 3224                               | ZEMAN maso – uzeniny                                                                           |
| CZ 32740028                           | ACCOM Czech, a.s.                                                                              |
| CZ 32740073                           | GASTRO Vaizová s.r.o., chladírenský a mrazírenský sklad                                        |
| CZ 32740208                           | ALIMPEX FOOD a.s.                                                                              |
| CZ 32740242                           | Family Market s.r.o.                                                                           |
| CZ 32740286                           | MCH ANGUS s.r.o.                                                                               |
| CZ 32740309                           | ZKD Plzeň, velkoobchodní sklad Litice                                                          |
| CZ 32740365                           | prostor pro skladování                                                                         |
| CZ 32740376                           | foodora MARKET                                                                                 |
| CZ 32740512                           | JIP východočeská a.s., velkoobchod                                                             |
| CZ 32770087                           | Výrobna šnečího kaviáru                                                                        |
| CZ 32810048                           | Porážka drůbeže                                                                                |
| CZ 32820016                           | ENES FLEISCH s.r.o.                                                                            |
| CZ 32830006                           | Králičí farma Trnčí                                                                            |
| CZ 32840681                           | Farmářská prodejna, zpracovna zvěřiny                                                          |
| CZ 32840692                           | Ing. Josef Kopačka                                                                             |
| CZ 32840816                           | Bidfood Kralupy s.r.o., sběrné středisko zvěřiny                                               |
| CZ 32850211                           | Zemědělská výroba Milknatur, a.s.                                                              |
| CZ 32850255                           | ŠUMAVSKÝ STATEK DLOUHÁ VES, malá mlékárna                                                      |
| CZ 32850266                           | Minimlékárna Milda                                                                             |
| CZ 32850277                           | Mlékárna Boubín                                                                                |
| CZ 32850299                           | Sýrárna Jarov                                                                                  |
| CZ 32850345                           | MINIMLÉKÁRNA farma SRBY                                                                        |
| CZ 32850367                           | Helena Biskupičová                                                                             |
| CZ 32850378                           | Farma u Františky s.r.o.                                                                       |
| CZ 32850402                           | Farma Babina                                                                                   |
| CZ 32850446                           | Podbrdská minimlékárna                                                                         |
| CZ 32850491                           | Zdeňka Märzová                                                                                 |
| CZ 32850503                           | MÁDHAVA                                                                                        |
| CZ 32850514                           | Minimlékárna Weber                                                                             |
| CZ 32870055                           | MAKRO Plzeň                                                                                    |
| CZ 32880078                           | Farma Lomec                                                                                    |
| CZ 32880090                           | HAXA s.r.o., třídírna vajec                                                                    |
| CZ 32880102                           | ČESKÁ VEJCE FARMS, s.r.o., třídírna Vejprnice                                                  |
| CZ 32880124                           | Chov a třídírna vajec                                                                          |
| CZ 32880135                           | Farma pro chov nosnic Brod nad Tichou                                                          |
| CZ 32880146                           | AB Bor Plus, s.r.o., třídírna vajec                                                            |
| CZ 32910094                           | Maso Vojenice s.r.o.                                                                           |
| CZ 32910106                           | ZOD Mrákov                                                                                     |
| CZ 32910117                           | MASO WEST s.r.o., Jatka Dehtín                                                                 |
| CZ 32910195                           | Václav Vacík                                                                                   |
| CZ 32910207                           | FARMA LOUŽNÁ s.r.o.                                                                            |
| CZ 32910229                           | Porážka FADIS OSIVA                                                                            |
| CZ 32910230                           | Faremní porážka Hyršov 2                                                                       |
| CZ 32910252                           | Jatky Augustín                                                                                 |
| CZ 32910263                           | Jatky Chodská Lhota                                                                            |
| CZ 32910274                           | Faremní miniporážka – Jatky Pazdera                                                            |
| CZ 32910285                           | strejc maso s.r.o.                                                                             |
| CZ 32910296                           | Porážka s malou kapacitou fa. RUDOLTICE                                                        |
| CZ 32910308                           | Porážka Ledce                                                                                  |
| CZ 32910319                           | Jatka AB Bor                                                                                   |
| CZ 32910320                           | Hovězí porážka Skočice u Přeštic                                                               |
| CZ 32920163                           | Jaroslav Kesner                                                                                |
| CZ 32920174                           | Jaromír Šnajdr                                                                                 |
| CZ 32920231                           | Jiří Zelený, Farma Drouhavec                                                                   |
| CZ 32920242                           | ALFA – grilované kachny                                                                        |
| CZ 32920253                           | Maso Kašperk                                                                                   |
| CZ 32920264                           | Bourárna Sedlečko                                                                              |
| CZ 32920275                           | EKO FARMA Uher spol. s r.o.                                                                    |
| CZ 32920286                           | Ekofarma Bezpravovice                                                                          |
| CZ 32920297                           | Faremní bourárna masa LZ dehtín (časově oddělený režim)                                        |
| CZ 32920309                           | Faremní porcovna kuřat LZ KLATOVY (časové oddělení)                                            |
| CZ 32920321                           | čerstvé maso – bourárna                                                                        |
| CZ 32930502                           | MAJER – ŘEZNICTVÍ A UZENÁŘSTVÍ s.r.o.                                                          |
| CZ 32930603                           | Kreisinger a spol. s r.o.                                                                      |
| CZ 32932010                           | DELICAT výroba                                                                                 |
| CZ 32932098                           | Radek Čejka                                                                                    |
| CZ 32940086                           | MASO WEST s.r.o.                                                                               |
| CZ 32940110                           | Hypermarket GLOBUS Chotíkov                                                                    |
| CZ 32940121                           | Vladislav Jirgl                                                                                |
| CZ 32940233                           | UDÍRNA – PLZÁK Z PLZNĚ                                                                         |
| CZ 32940244                           | Masná výroba Planá                                                                             |
| CZ 32940312                           | HABANSON, s.r.o.                                                                               |
| CZ 32940345                           | AB Bor, masná výrobna                                                                          |
| CZ 32940356                           | LM MASO s.r.o.                                                                                 |
| CZ 32940367                           | EUROPEC SE                                                                                     |
| CZ 32940378                           | masná výrobna                                                                                  |
| CZ 32940413                           | bourárna čerstvého masa                                                                        |
| CZ 32940468                           | Takyho sušené maso                                                                             |
| CZ 32953394                           | Řeznictví Dobřany                                                                              |
| CZ 32960134                           | Bidfood Czech Republic s.r.o., depo Plzeň – Dýšina                                             |
| CZ 32960145                           | Mrazírna FRIZA                                                                                 |
| CZ 330                                | MASOZÁVOD PETRÁVEČ s.r.o.                                                                      |
| CZ 3308                               | P+M Kasarda Kolínské uzeniny, s.r.o.                                                           |
| CZ 3315                               | Maso – Třebovle s.r.o.                                                                         |
| CZ 3323                               | PRAGOSON s.r.o.                                                                                |
| CZ 333                                | Kostelecké uzeniny a.s.                                                                        |
| CZ 3332                               | POLAR Transport Václav Vlasák                                                                  |
| CZ 3342                               | Hügli Food s r.o.                                                                              |
| CZ 338                                | Jatka Lišov – Petr Číhal s.r.o.                                                                |
| CZ 340                                | Karlovarské uzeniny s.r.o.                                                                     |
| CZ 3402                               | Orkla Foods Česko a Slovensko a.s.                                                             |
| CZ 3408                               | VIDORA, s.r.o.                                                                                 |
| CZ 3410                               | Vepřová porážka Ing. Kohout V. a synové                                                        |
| CZ 3413                               | KAP Neratovice, s.r.o.                                                                         |
| CZ 3415                               | Bidfood Czech Republic s.r.o.                                                                  |
| CZ 342                                | VÁHALA a spol. s r.o. výroba a prodej masných a lahůdkářských výrobků                          |
| CZ 344                                | Řeznictví a uzenářství u Dolejších s.r.o.                                                      |
| CZ 3446                               | Kohout Michal – Řeznictví a uzenářství                                                         |
| CZ 345                                | JATKY POHOŘELICE, spol. s r.o.                                                                 |
| CZ 3456                               | Uzenářství Vítek                                                                               |
| CZ 3462                               | Řeznictví Dvořák s.r.o.,Masarykovo náměstí 285, Mnichovo Hradiště                              |
| CZ 3464                               | Tomáš MÜLLER                                                                                   |
| CZ 3469                               | Řeznictví Dvořák s.r.o.                                                                        |
| CZ 350                                | Josef Erhart – Řeznictví a uzenářství                                                          |
| CZ 352                                | Lesy České republiky,s.p. – Poněšická obora                                                    |
| CZ 3546                               | Josef RAJDL                                                                                    |
| CZ 3558                               | Uzenářství Jaromír Dvořák s.r.o.                                                               |
| CZ 360                                | MASO-UZENINY KOŠATA s.r.o.                                                                     |
| CZ 364                                | MVDr. Zdeněk Herman                                                                            |
| CZ 3652                               | Uzenářství Vávra, s.r.o.                                                                       |
| CZ 3655                               | Mrazírny Eurofrost s.r.o.                                                                      |
| CZ 3657                               | Hypermarket Globus České Budějovice                                                            |
| CZ 3665                               | JEDNOTA SD – výrobna                                                                           |
| CZ 370                                | Jatka Mostky                                                                                   |
| CZ 3700                               | MAKRO Cash & Carry ČR s.r.o.                                                                   |
| CZ 3702                               | VLS ČR, s.p., ZNZ Květušín                                                                     |
| CZ 3703                               | Masozávod Dolní Třebonín                                                                       |
| CZ 3704                               | MADETA a. s.                                                                                   |
| CZ 371                                | Foitl reznictví a uzenárství v.o.s.                                                            |
| CZ 3767                               | “AGRO-LA„, spol.s r.o.                                                                         |
| CZ 3770                               | Jednota, spotrební družstvo v Jindrichove Hradci, Výrobna lahůdek                              |
| CZ 3804                               | Mlékárna Žirovnice spol. s r.o.                                                                |
| CZ 383                                | Jaroslav Vomáčka                                                                               |
| CZ 386                                | VÁŠA spol.s r.o.                                                                               |
| CZ 390                                | Agrokomplex, spol. s r.o.                                                                      |
| CZ 391                                | POLABSKÉ MLÉKÁRNY a.s.                                                                         |
| CZ 3948                               | Mlékárna Vlčí Jámy                                                                             |
| CZ 3949                               | Pstruhařství Mlýny                                                                             |
| CZ 3959                               | Karel STANĚK – ŘEZNICTVÍ – UZENÁŘSTVÍ                                                          |
| CZ 3962                               | Govardhan – mlékárna                                                                           |
| CZ 3964                               | Jakub Špatný – KOFA                                                                            |
| CZ 3967                               | Blatenská ryba, spol. s r.o.                                                                   |
| CZ 3968                               | Ivan Švehla, Řeznictví a uzenářství                                                            |
| CZ 3972                               | Ondrej Schmidt                                                                                 |
| CZ 3973                               | S.V.G., spol.s r.o.                                                                            |
| CZ 399                                | Biopark s.r.o.                                                                                 |
| CZ 400                                | HELIX – LIBEREC spol. s r.o.                                                                   |
| CZ 402                                | HAMÉ s.r.o.                                                                                    |
| CZ 403                                | Zemědělské družstvo Rosice u Chrasti                                                           |
| CZ 415                                | Řeznictví – uzenářství Francouz, s. r. o.                                                      |
| CZ 4157                               | PRIMA DELIKA s.r.o.                                                                            |
| CZ 41740006                           | ALIMPEX FOOD a.s.                                                                              |
| CZ 41740040                           | AGRO MASTER, s.r.o.                                                                            |
| CZ 41740163                           | JIP východočeská a.s.                                                                          |
| CZ 41810059                           | Drůbeží porážka – Dolina                                                                       |
| CZ 41810060                           | Probitas spol. s r.o.                                                                          |
| CZ 41840007                           | VLS ČR, s.p., LS Dolní Lomnice – Lučiny                                                        |
| CZ 41840018                           | VLS ČR, s.p., LS Valeč                                                                         |
| CZ 41840063                           | Zvěřina BERBERA s.r.o.                                                                         |
| CZ 41850042                           | Nežichovká mlékárna                                                                            |
| CZ 41850064                           | MINIMLÉKÁRNA BOR                                                                               |
| CZ 41850121                           | Sýrárna Abertamy                                                                               |
| CZ 4187                               | RABBIT Trhový Štěpánov a.s.                                                                    |
| CZ 41880023                           | OLI-AGRO s.r.o.                                                                                |
| CZ 419                                | Zemedelské družstvo vlastníku Mrákotín                                                         |
| CZ 41910061                           | Hovězí porážka Hlinky                                                                          |
| CZ 41910072                           | ZEPHYR                                                                                         |
| CZ 41910083                           | Jatka Kámen                                                                                    |
| CZ 41910094                           | Jatky Milhostov                                                                                |
| CZ 41920039                           | Hovězí výroba Dolní Rychnov                                                                    |
| CZ 41920062                           | ing. Dušan Michálek                                                                            |
| CZ 41920073                           | DCH Bohemia Trade a.s.                                                                         |
| CZ 41940042                           | Josef Pelant                                                                                   |
| CZ 41940109                           | ŘEZNICTVÍ S BISTREM ABERTAMY                                                                   |
| CZ 41940121                           | Řeznictví-uzenářství Šindelová                                                                 |
| CZ 41960055                           | UNDERCLIFF s.r.o.                                                                              |
| CZ 41960123                           | Tur-com                                                                                        |
| CZ 4228                               | TANY, spol. s r.o.                                                                             |
| CZ 423                                | Zpracovna ryb, Úsilné                                                                          |
| CZ 4233                               | Minimlékárna JOMA                                                                              |
| CZ 4237                               | SPAK Foods s.r.o. – výrobna majonéz                                                            |
| CZ 425                                | Zpracovna ryb Třeboň                                                                           |
| CZ 4274                               | KVARDA spol.s r.o., Řeznictví u Kvardů                                                         |
| CZ 42740007                           | TAMDA ÚSTÍ s.r.o.                                                                              |
| CZ 42740018                           | Sklad potravinové banky Džbánsko, z.s.                                                         |
| CZ 42740029                           | SAMBULAR s.r.o.                                                                                |
| CZ 42740030                           | Výrobna delikates a antipast                                                                   |
| CZ 42740041                           | CHYKO UZENINY s.r.o.                                                                           |
| CZ 42740074                           | Verner Tomáš                                                                                   |
| CZ 42740096                           | Ivo Dvořák                                                                                     |
| CZ 42740118                           | Family Market Louny                                                                            |
| CZ 42740129                           | TEMPO PACK s.r.o.                                                                              |
| CZ 42740140                           | Autoexpert s.r.o.                                                                              |
| CZ 42740151                           | Depo Roudnice                                                                                  |
| CZ 42770280                           | REVI plus s.r.o.                                                                               |
| CZ 42770303                           | ANOSA FOOD s.r.o.                                                                              |
| CZ 42770314                           | RAST plus s.r.o.                                                                               |
| CZ 42770325                           | J.K. Trade s.r.o.                                                                              |
| CZ 42770336                           | kebab.cz s.r.o.                                                                                |
| CZ 42810038                           | Černíkův dvůr                                                                                  |
| CZ 42840323                           | Zvěřinový závod                                                                                |
| CZ 42840334                           | Varnsdorfské uzeniny s.r.o.                                                                    |
| CZ 42840356                           | Farma Doupov                                                                                   |
| CZ 42850100                           | Biofarmahampl                                                                                  |
| CZ 42850177                           | Korbačíky od Pepína                                                                            |
| CZ 4288                               | Bidfood Dýšina a.s.                                                                            |
| CZ 42880046                           | XAVEROV, a.s., farma Dvérce                                                                    |
| CZ 42910129                           | Statek Oblík                                                                                   |
| CZ 42910130                           | Josef Koliba                                                                                   |
| CZ 42910152                           | Daniel Kudla                                                                                   |
| CZ 42910163                           | EKOFARMA BABINY                                                                                |
| CZ 42910174                           | Jatka – Biofarma Třmeňák                                                                       |
| CZ 42910185                           | JIŘÍ SKALICKÝ                                                                                  |
| CZ 4292                               | ŘEZPOF spol. s r.o.                                                                            |
| CZ 42920164                           | BioFarma Františkov                                                                            |
| CZ 42940199                           | Delius s.r.o.                                                                                  |
| CZ 42940201                           | Chovaneček s.r.o.                                                                              |
| CZ 42940212                           | RASTENBERGER s.r.o.                                                                            |
| CZ 42940245                           | Výrobna masných výrobků                                                                        |
| CZ 42940278                           | Farma Doupov – prodej masa                                                                     |
| CZ 42940289                           | Maso Jičín s.r.o.                                                                              |
| CZ 42940290                           | Halkas Doner s.r.o. – DONERKEBAB                                                               |
| CZ 4305                               | ČESKÝ GRUNT s.r.o. – bourárna                                                                  |
| CZ 431                                | VAIGL A SYN spol. s r.o.                                                                       |
| CZ 4310                               | Tomáš Macáš – bourárna                                                                         |
| CZ 433                                | Rybníkářství Pohořelice a.s.                                                                   |
| CZ 435                                | Zpracovna ryb Klatovy a.s.                                                                     |
| CZ 4357                               | Řeznictví a uzenářství Herejk s.r.o.                                                           |
| CZ 4360                               | Maso Brejcha s.r.o.                                                                            |
| CZ 438                                | LÍŠNO a.s.                                                                                     |
| CZ 4402                               | Jaroslav Anýž bourárna                                                                         |
| CZ 4451                               | Mlékárna Stříbro s.r.o.                                                                        |
| CZ 4463                               | JEDNOTA, spotřební družstvo v Tachově                                                          |
| CZ 452                                | MAVE Jičín ,a.s.                                                                               |
| CZ 453                                | BOHEMIA VITAE Jindřichův Hradec, a.s., provoz Drůbežárna J. Hradec                             |
| CZ 4533                               | ALIMPEX FOOD a.s.                                                                              |
| CZ 454                                | MAVELA a.s. Dynín                                                                              |
| CZ 455                                | Mydlářka a.s.                                                                                  |
| CZ 4552                               | GLOBUS ČR, k.s.                                                                                |
| CZ 4560                               | BEST CASING s.r.o.                                                                             |
| CZ 4561                               | Jitka Sládečková                                                                               |
| CZ 4574                               | Alena Freijeová – kozí farma                                                                   |
| CZ 459                                | PROAGRO Nymburk a.s.                                                                           |
| CZ 4602                               | Josef Drda                                                                                     |
| CZ 4603                               | J & F PLUS s.r.o.                                                                              |
| CZ 4612                               | Řeznictví a uzenářství u Krejcarů, bourárna                                                    |
| CZ 4615                               | David Šoukal                                                                                   |
| CZ 462                                | Vajax Písek                                                                                    |
| CZ 463                                | Strakonice                                                                                     |
| CZ 4641                               | Mgr. Josef Drda                                                                                |
| CZ 4652                               | VK – maso, s.r.o.                                                                              |
| CZ 4657                               | Jindřich Fiala                                                                                 |
| CZ 4685                               | Mondelez CR Biscuit Production s.r.o.                                                          |
| CZ 475                                | Jiří Papst                                                                                     |
| CZ 4752                               | Krušnohorské uzeniny J+J Radoš s.r.o.                                                          |
| CZ 478                                | DŽV Rychnov nad Kněžnou a.s.                                                                   |
| CZ 479                                | AGRICOL s.r.o.                                                                                 |
| CZ 4827                               | NAZAR-DÖNERPRODUKTION s.r.o.                                                                   |
| CZ 4833                               | Ludmila Randáčková                                                                             |
| CZ 485                                | Jaroslav Bareš – ŘEZNÍK UZENÁŘ                                                                 |
| CZ 4852                               | MART-IN s.r.o                                                                                  |
| CZ 4859                               | GLOBUS ČR, k.s.                                                                                |
| CZ 486                                | ZEVOS a.s.                                                                                     |
| CZ 4873                               | MAKRO Cash & Carry ČR s.r.o.                                                                   |
| CZ 488                                | AGROS Vyškov – Dědice a.s.                                                                     |
| CZ 4884                               | DORANT s.r.o.                                                                                  |
| CZ 489                                | Podnik pro výrobu vajec v Kosičkách, s.r.o.                                                    |
| CZ 4898                               | VAT 33 s.r.o.                                                                                  |
| CZ 4901                               | Zemedelská a.s. Krucemburk,akciová spolecnost                                                  |
| CZ 4902                               | FRIGOSERVIS s.r.o.                                                                             |
| CZ 4904                               | Petr Šanda – ŘEZNICTVÍ – UZENÁŘSTVÍ                                                            |
| CZ 4905                               | Řeznictví Stejskal s.r.o.                                                                      |
| CZ 4906                               | Centrální výrobna Habry, s.r.o.                                                                |
| CZ 493                                | Bernartice, sklad a balírna vajec ZD Agroholding                                               |
| CZ 4930                               | CATUS spol. s r.o.                                                                             |
| CZ 4931                               | COOP družstvo HB                                                                               |
| CZ 498                                | Zemědělská Cítov a.s.                                                                          |
| CZ 5010                               | Řeznictví Švanda s.r.o.                                                                        |
| CZ 5013                               | Řeznictví a uzenářství Oldřich Čejka, s.r.o.                                                   |
| CZ 502                                | AGROPODNIK Hodonín a.s., závod 01, třídírna vajec                                              |
| CZ 505                                | AVIAN – M.Z. s.r.o.                                                                            |
| CZ 5051                               | JATKY JEZDINSKÝ, s.r.o.                                                                        |
| CZ 5054                               | Farma Nový Dvůr Kořínkovi                                                                      |
| CZ 507                                | BOHEMILK a.s.                                                                                  |
| CZ 510                                | Zemedelské družstvo RADELO                                                                     |
| CZ 5107                               | Pejskar & spol., spol. s r.o.                                                                  |
| CZ 511                                | Ladislav Pecha – Soukromé jatky                                                                |
| CZ 513                                | Zemědělské družstvo Pluhův Žďár                                                                |
| CZ 5132                               | ZEPO Bohuslavice a.s.                                                                          |
| CZ 515                                | ZP Hospríz, a.s.                                                                               |
| CZ 5157                               | GLOBUS                                                                                         |
| CZ 51740018                           | ICE'N'GO! CZ s.r.o.                                                                            |
| CZ 51740029                           | CBA NUGET s.r.o.                                                                               |
| CZ 51740030                           | Bohumil Havlíček                                                                               |
| CZ 51740041                           | Potravinová banka Libereckého kraje, z. s.                                                     |
| CZ 51740052                           | ACCOM Czech, a.s.                                                                              |
| CZ 51740063                           | JIP východočeská a. s.                                                                         |
| CZ 51740074                           | Batlička s.r.o.                                                                                |
| CZ 51740085                           | JIP východočeská, a.s.                                                                         |
| CZ 51740120                           | Alena Michalková – Řeznictví                                                                   |
| CZ 51740131                           | Amix Production, s.r.o.                                                                        |
| CZ 51740142                           | BONASERA a.s.                                                                                  |
| CZ 51740153                           | Dáme Market                                                                                    |
| CZ 51740164                           | Libe Tirol s.r.o.                                                                              |
| CZ 51770055                           | MADETA a.s.                                                                                    |
| CZ 51770112                           | Mražené potraviny KRISTIÁN s.r.o.                                                              |
| CZ 51810016                           | PROMINENT CZ s.r.o.                                                                            |
| CZ 51820084                           | Řeznictví a uzenářství Karapetjan s.r.o.                                                       |
| CZ 51820095                           | vinataga s.r.o., Porcovna drůbežího masa                                                       |
| CZ 51840031                           | VLS ČR, s.p., LS Dolní Krupá                                                                   |
| CZ 51840042                           | Jitravský Dvorec                                                                               |
| CZ 51850144                           | TOMPELI s.r.o.                                                                                 |
| CZ 51850245                           | Farma Jeřmanice                                                                                |
| CZ 51850289                           | Farma Volavec s.r.o., Mlékárna Radostná pod Kozákovem                                          |
| CZ 51850379                           | WEISSER STERN – Výrobna pařených sýrů Františkov                                               |
| CZ 51850414                           | Farma Bzí                                                                                      |
| CZ 51880013                           | Světlosoft s.r.o.                                                                              |
| CZ 51910062                           | Biofarma Pod Hájkem s.r.o., Malofaremní porážka                                                |
| CZ 51910073                           | Ekofarma Tanvald – František Berka                                                             |
| CZ 51910084                           | Jatky Radek Vajs                                                                               |
| CZ 51920131                           | MIKADA s.r.o.                                                                                  |
| CZ 51930581                           | Globus ČR, v.o.s., HM Globus Liberec                                                           |
| CZ 51930682                           | OLDRISKA s.r.o., Statek Dolní Oldřiš                                                           |
| CZ 51940166                           | Řeznictví a uzenářství NOVÝ s.r.o.                                                             |
| CZ 51940188                           | PATE MANGALICA                                                                                 |
| CZ 51940199                           | VysušTo                                                                                        |
| CZ 51940212                           | Usušený                                                                                        |
| CZ 51940223                           | Krakonošova spižírna, Penzion Pohledničky                                                      |
| CZ 51940234                           | LORDY s.r.o.                                                                                   |
| CZ 51940245                           | MASS.NA                                                                                        |
| CZ 51940256                           | North Czechia Jerky, s.r.o.                                                                    |
| CZ 51940267                           | Turnovská pivnice Na Lukách                                                                    |
| CZ 51960056                           | SEABERG s.r.o.                                                                                 |
| CZ 51960078                           | Iveta Krulichová                                                                               |
| CZ 51960090                           | TOSUN s.r.o., mrazírenský sklad                                                                |
| CZ 51970462                           | TOSUN s.r.o.                                                                                   |
| CZ 51970697                           | MIR KEBAB CZ                                                                                   |
| CZ 5205                               | Jan Kolowrat Krakowský                                                                         |
| CZ 5206                               | ZOPOS a.s. Přestavlky                                                                          |
| CZ 525                                | ZÁRUBA FOOD a.s.                                                                               |
| CZ 5252                               | Správa Krkonošského národního parku, Lesní správa Rokytnice nad Jizerou                        |
| CZ 52770304                           | EXPRES MENU, s.r.o.                                                                            |
| CZ 52810028                           | VOSPOL, spol. s r.o.                                                                           |
| CZ 52820041                           | PERENA, spol. s r.o.                                                                           |
| CZ 52840403                           | Radoslava Kordeková                                                                            |
| CZ 52850189                           | Potravinářská divize                                                                           |
| CZ 52850279                           | Baum Hospitality s.r.o.                                                                        |
| CZ 52850291                           | Sýrárna Broumov s.r.o.                                                                         |
| CZ 52870035                           | Zpracovna sladkovodních ryb Stračov                                                            |
| CZ 52910142                           | Jiří Andrysek                                                                                  |
| CZ 52920165                           | Istanbul döner s.r.o.                                                                          |
| CZ 52920187                           | Naše hospodářství                                                                              |
| CZ 52920200                           | bioBÝK                                                                                         |
| CZ 52920222                           | PK ham spol. s r.o.                                                                            |
| CZ 52940101                           | MASO KAZDA s.r.o.                                                                              |
| CZ 52940112                           | Fine Gusto Nature s.r.o.                                                                       |
| CZ 52940167                           | Restaurace Bazén                                                                               |
| CZ 52960046                           | Mrazírny Maso Jičín                                                                            |
| CZ 530                                | Spektrum, spol.s r.o.                                                                          |
| CZ 531                                | Petr Čech                                                                                      |
| CZ 5328                               | AGRICOL s.r.o.                                                                                 |
| CZ 535                                | MAREČEK, s.r.o.                                                                                |
| CZ 5352                               | Zvičinské uzeniny a lahůdky s.r.o.                                                             |
| CZ 53740009                           | Emka plus s.r.o.                                                                               |
| CZ 53740032                           | SENS Foods                                                                                     |
| CZ 53740054                           | DLC Qanto Svitavy                                                                              |
| CZ 53740065                           | Logistické centrum Šmídl Vysoké Mýto (hala H 3)                                                |
| CZ 53740076                           | Sklad masa                                                                                     |
| CZ 53740087                           | SKLAD EXTRIFIT                                                                                 |
| CZ 53740100                           | ČOKO KLASIK družstvo                                                                           |
| CZ 53770260                           | TOLUP s.r.o.                                                                                   |
| CZ 53770327                           | Phoenix lékárenský velkoobchod s.r.o.                                                          |
| CZ 53770350                           | The Fish Company s.r.o.                                                                        |
| CZ 53770372                           | sklad chlazených výrobků                                                                       |
| CZ 53770406                           | EXTRIFIT, s.r.o.                                                                               |
| CZ 53770417                           | Potravinová banka Pardubice                                                                    |
| CZ 53770428                           | Mlékárna Hlinsko, a.s.                                                                         |
| CZ 53770439                           | NIKA Logistics a.s.                                                                            |
| CZ 53770440                           | Lékárna.CZ                                                                                     |
| CZ 5378                               | Alois Mejsnar                                                                                  |
| CZ 53810030                           | Krůty Rychnov                                                                                  |
| CZ 53810074                           | Zemědělská a.s. Vysočina                                                                       |
| CZ 53830009                           | Farma Tégl                                                                                     |
| CZ 53840044                           | Pavel Šmidrkal                                                                                 |
| CZ 53840055                           | Zemědělská společnost J+V s.r.o.                                                               |
| CZ 53840066                           | AGROS-Kojice, spol. s r.o.                                                                     |
| CZ 53840099                           | Zpracovna zvěřiny Záchlumí                                                                     |
| CZ 53840369                           | Wild food s.r.o.                                                                               |
| CZ 53850258                           | České ghíčko                                                                                   |
| CZ 53850292                           | Sýrárna                                                                                        |
| CZ 53850304                           | Minimlékárna Juliana                                                                           |
| CZ 53850315                           | Školní mlékárna a školní chadící (sic!) zařízení                                               |
| CZ 53850348                           | Mléko Tuněchody                                                                                |
| CZ 53850359                           | Minimlékárna Březiny                                                                           |
| CZ 53850371                           | Faremní mlékárna na Ranči v Bělečku                                                            |
| CZ 53850382                           | MILTRA Europe s.r.o.                                                                           |
| CZ 53850393                           | Minimlékárna Květná                                                                            |
| CZ 53850405                           | GHÍ OD SRDCE                                                                                   |
| CZ 53850427                           | Mlékárna Řetová                                                                                |
| CZ 53880082                           | LIMI – MARTIN PRCHAL                                                                           |
| CZ 53880116                           | OVOTRADE s.r.o. – sklad Libišany                                                               |
| CZ 53880127                           | VEMA, akciová společnost – chov drůbeže                                                        |
| CZ 53880138                           | DAYS MENU s.r.o.                                                                               |
| CZ 53910233                           | Klášterecké masné pochoutky, a. s.                                                             |
| CZ 53910255                           | ŘEZNICTVÍ SLOUPNICE s.r.o.                                                                     |
| CZ 53910266                           | Michal Sedláček                                                                                |
| CZ 53910277                           | Rodinná farma Bílkovi s.r.o.                                                                   |
| CZ 53910288                           | Aleš Pištora – Naše řeznictví                                                                  |
| CZ 53920188                           | FOSTRADE s.r.o.                                                                                |
| CZ 53920199                           | JUSTMEAT s.r.o.                                                                                |
| CZ 53920201                           | JIP – VÝROBA MASA                                                                              |
| CZ 53920212                           | VETLABFARM s.r.o.                                                                              |
| CZ 53940135                           | Konzervárna Pardubice                                                                          |
| CZ 53940258                           | Ježkovy krabičky s.r.o.                                                                        |
| CZ 53940269                           | Provozovna Vysoké Mýto                                                                         |
| CZ 53960047                           | JIP východočeská, a.s.                                                                         |
| CZ 53960058                           | Exver Food, s.r.o.                                                                             |
| CZ 53970060                           | BAPA s.r.o.                                                                                    |
| CZ 543                                | ŘEZNICTVÍ KRATOCHVÍL s.r.o.                                                                    |
| CZ 5433                               | TORO VM a.s.                                                                                   |
| CZ 5453                               | Zemědělský podnik Město Albrechtice a.s.                                                       |
| CZ 5466                               | MASO V+W, s.r.o.                                                                               |
| CZ 5496                               | MILKOV, s.r.o.                                                                                 |
| CZ 5544                               | Beskydské uzeniny, a.s.                                                                        |
| CZ 5545                               | Beskydské uzeniny, a.s.                                                                        |
| CZ 5548                               | V PRON, s.r.o.                                                                                 |
| CZ 5553                               | Marta Wojtasová                                                                                |
| CZ 5617                               | Mgr. Dalibor Socha                                                                             |
| CZ 563                                | Těšínské jatky,s.r.o.-výrobní závod Na Olšinách, Český Těšín                                   |
| CZ 5630                               | Leoš Viznar                                                                                    |
| CZ 5660                               | VLS ČR, s.p., LS Velký Újezd – Slavkov                                                         |
| CZ 5666                               | Globus CR                                                                                      |
| CZ 5702                               | OZS-ZEMPOL s.r.o., drůbeží porážka                                                             |
| CZ 5711                               | Řeznictví Na Hůrce – Gróman s.r.o.                                                             |
| CZ 5722                               | Hypermarket Globus Opava                                                                       |
| CZ 5751                               | Mlékárna Kunín, s.r.o. – provozovna Martinov                                                   |
| CZ 5753                               | KIMBEX, s.r.o.                                                                                 |
| CZ 5755                               | PENSAM s.r.o., výroba masa a uzenin, provozovna Ostrava – Polanka                              |
| CZ 5759                               | Řeznictví Tichý s.r.o.                                                                         |
| CZ 5790                               | MAKRO Cash & Carry ČR s r.o.                                                                   |
| CZ 5805                               | VLS ČR, s.p., LS Potštát                                                                       |
| CZ 5875                               | Bludovská a.s.                                                                                 |
| CZ 5901                               | Mlékárna Valašské Meziříčí, spol. s r.o.                                                       |
| CZ 5907                               | Jan Černocký – Řeznictví a uzenářství                                                          |
| CZ 5911                               | V.K.P., spol. s r.o.                                                                           |
| CZ 5921                               | Ľuboslav Ďurčo                                                                                 |
| CZ 5922                               | Ing. Tomáš Ondruch                                                                             |
| CZ 5944                               | JACOBS DOUWE EGBERTS OPS CZ s.r.o..                                                            |
| CZ 5951                               | Pavel Růžička                                                                                  |
| CZ 5959                               | Eva Sedláková                                                                                  |
| CZ 5972                               | Řeznictví VRBAS, s.r.o.                                                                        |
| CZ 599                                | Ing. Miloslav Šefler                                                                           |
| CZ 600                                | Uzeniny Příbram, a.s.                                                                          |
| CZ 6004                               | Strejček, s.r.o. – Přípravna masa a masná výrobna                                              |
| CZ 6005                               | STEINEX a.s.                                                                                   |
| CZ 601                                | Měcholupská zemědělská, a. s.                                                                  |
| CZ 6010                               | BOMASO, a.s.                                                                                   |
| CZ 6017                               | Zelenka s.r.o.                                                                                 |
| CZ 602                                | Moravia Lacto a.s.                                                                             |
| CZ 605                                | Jatky Žlutice                                                                                  |
| CZ 6054                               | Řeznictví a uzenářství Flajšingr                                                               |
| CZ 6070                               | ZELPo – K, spol. s r.o.                                                                        |
| CZ 6073                               | MILPACK s.r.o.                                                                                 |
| CZ 6074                               | Cortina Development spol. s r.o.                                                               |
| CZ 608                                | STATEK BOR ZEOS, spol. s r. o. – jatky s malou kapacitou                                       |
| CZ 6081                               | Modios spol. s r.o.                                                                            |
| CZ 610                                | REGENT PLUS Žlutice spol. s r.o.                                                               |
| CZ 6103                               | Zdeněk Žůrek                                                                                   |
| CZ 6104                               | Luděk Janůš                                                                                    |
| CZ 6123                               | FRUJO, a. s.                                                                                   |
| CZ 6131                               | Jednota, spotřební družstvo v Mikulově                                                         |
| CZ 6152                               | ZEMAS, a.s.                                                                                    |
| CZ 6154                               | Savencia Fromage & Dairy Czech Republic, a.s.                                                  |
| CZ 6159                               | MASPRO, s.r.o.                                                                                 |
| CZ 61740053                           | Velkosklad potravin LIDL                                                                       |
| CZ 61740187                           | Ježkův statek, s.r.o.                                                                          |
| CZ 61740277                           | Natural Jihlava JK s.r.o.                                                                      |
| CZ 61740301                           | AMVEL s.r.o.                                                                                   |
| CZ 61740334                           | AMVEL s.r.o. Mrazírny                                                                          |
| CZ 61740345                           | EMI Food s.r.o.                                                                                |
| CZ 61740390                           | LOG Point 112 s.r.o.                                                                           |
| CZ 61810051                           | KRŮTA MORAVA, s.r.o.                                                                           |
| CZ 61810073                           | Josef Tříska                                                                                   |
| CZ 61810084                           | František Němec                                                                                |
| CZ 61810095                           | Tamara Sopková                                                                                 |
| CZ 61810107                           | Jan Kubec                                                                                      |
| CZ 61810118                           | INTEGRA, a.s.                                                                                  |
| CZ 61820007                           | FARAGONIS, s.r.o.                                                                              |
| CZ 61830008                           | Josef Vaníček                                                                                  |
| CZ 61830019                           | Jan Karásek                                                                                    |
| CZ 61840065                           | Michaela Příhodová                                                                             |
| CZ 61850156                           | FARMA RODINY NĚMCOVY s.r.o.                                                                    |
| CZ 61850167                           | Jana Provazníková                                                                              |
| CZ 61850178                           | Dvorský statek s.r.o.                                                                          |
| CZ 61850213                           | FARMA ÚHOŘILKA s.r.o.                                                                          |
| CZ 61850224                           | Antonín Mokrý                                                                                  |
| CZ 61850235                           | Agroveles, s.r.o.                                                                              |
| CZ 61850279                           | Miloslav Zedníček                                                                              |
| CZ 61850280                           | LUKA, a.s.                                                                                     |
| CZ 61850347                           | Agromilk, družstvo vlastníků                                                                   |
| CZ 61850358                           | LAPEK, a.s.                                                                                    |
| CZ 61850392                           | KOOPERACE, a.s.                                                                                |
| CZ 61850437                           | NAŠE FARMY Pá-Pá s.r.o.                                                                        |
| CZ 61850460                           | Mlékárna Buřenice David Kolman                                                                 |
| CZ 61850538                           | AGRAS Bohdalov, a.s.                                                                           |
| CZ 61850594                           | Rolnická společnost Lesonice a.s.                                                              |
| CZ 61850617                           | Markéta Mokrá                                                                                  |
| CZ 61850628                           | Ing. Dagmar Řezníková – sýrárna Danka                                                          |
| CZ 61850639                           | SVRATECKO, a.s.                                                                                |
| CZ 61850729                           | Farma Ostrovec, s.r.o.                                                                         |
| CZ 61850730                           | EU-RENOVA s.r.o.                                                                               |
| CZ 61870271                           | Ondřej Pána                                                                                    |
| CZ 61870338                           | Kinského rybárna                                                                               |
| CZ 61870349                           | Zemědělské družstvo Hrotovice, družstvo                                                        |
| CZ 61880047                           | Vejce z Bystřice, s.r.o.                                                                       |
| CZ 61910142                           | Jaroslav Točík                                                                                 |
| CZ 61910153                           | Maso H+S spol.s r.o.                                                                           |
| CZ 61910175                           | ZVOZD “Horácko„, družstvo                                                                      |
| CZ 61910221                           | JAPEC s.r.o.                                                                                   |
| CZ 61910298                           | Výrobně-obchodní družstvo Nová Cerekev                                                         |
| CZ 61910300                           | Zemědělské obchodní družstvo Božejov                                                           |
| CZ 61910311                           | Agropodnik Košetice, a.s.                                                                      |
| CZ 61910322                           | Zemědělské družstvo “Kalich„                                                                   |
| CZ 61910333                           | Zemědělské družstvo Lukavec                                                                    |
| CZ 61910399                           | Alois Stloukal                                                                                 |
| CZ 61910445                           | Jiří Votava                                                                                    |
| CZ 61910456                           | Jatka Perknov s.r.o.                                                                           |
| CZ 61910489                           | Zdeněk Mareček                                                                                 |
| CZ 61910490                           | Josef Sklenář                                                                                  |
| CZ 61910502                           | Jatky Fryšava s.r.o.                                                                           |
| CZ 61910535                           | Mitrovský dvůr, a.s.                                                                           |
| CZ 61910546                           | Iveta Kuzdasová                                                                                |
| CZ 61910568                           | Jaroslav Macek                                                                                 |
| CZ 61910580                           | Jiří Mátl                                                                                      |
| CZ 61910591                           | SPV Pelhřimov Jatka Plevnice                                                                   |
| CZ 61910603                           | Vladimír Bartoš                                                                                |
| CZ 61910614                           | Ing. Lenka Kovačevičová Jatky Mohelno                                                          |
| CZ 61920132                           | Karel Prchal                                                                                   |
| CZ 61920187                           | Jiří Malec                                                                                     |
| CZ 61920211                           | Karel Zims                                                                                     |
| CZ 61920244                           | Kamil Bronec                                                                                   |
| CZ 61920299                           | ZERAS a.s.                                                                                     |
| CZ 61920301                           | Miroslav Hrtús                                                                                 |
| CZ 61930762                           | ecoproduct s.r.o.                                                                              |
| CZ 61930874                           | Luboš Mynář                                                                                    |
| CZ 61931437                           | A G R O Hybrálec, s.r.o.                                                                       |
| CZ 61940190                           | Řeznictví a uzenářství Jan Pavlíček s.r.o.                                                     |
| CZ 61940202                           | EZON s.r.o.                                                                                    |
| CZ 61940224                           | AGENTURA RR s.r.o.                                                                             |
| CZ 61940257                           | NIKA INTERNATIONAL, a.s.                                                                       |
| CZ 61940336                           | Hospodářský dvůr POŘÍČÍ, s.r.o.                                                                |
| CZ 61940358                           | Petr Dvořáček                                                                                  |
| CZ 61940392                           | Farmářskej krámek s.r.o.                                                                       |
| CZ 61940426                           | SVUS Pharma a.s.                                                                               |
| CZ 61970205                           | Natura Food Additives, a.s.                                                                    |
| CZ 61970283                           | JH GROUP, spol. s r.o.                                                                         |
| CZ 625                                | Ladislav Bukvic – řeznictví a uzenářství s.r.o.                                                |
| CZ 6252                               | KROMILK, a.s.                                                                                  |
| CZ 6254                               | Drůbežárna Holešov spol. s r.o.                                                                |
| CZ 62740009                           | Daniela Ševčíková                                                                              |
| CZ 62740021                           | Food&Friends                                                                                   |
| CZ 62740054                           | JASO – DISTRIBUTOR, spol. s.r.o. – Velkoobchodní sklad                                         |
| CZ 62740098                           | DKS Morava s.r.o. – Provozní sklady                                                            |
| CZ 62740122                           | POLAR GASTRO s.r.o.                                                                            |
| CZ 62740177                           | JAPO – transport s.r.o.                                                                        |
| CZ 62740278                           | AGF Food Logistics, a.s., DC Brno Modřice                                                      |
| CZ 62740289                           | Potravinová banka pro Brno a Jihomoravský kraj, z.s.                                           |
| CZ 62740380                           | AUTODOPRAVCE PAVEL MRÁKA,spol.s r.o.                                                           |
| CZ 62740391                           | GASTRO – MENU EXPRESS a.s.                                                                     |
| CZ 62740414                           | Josef Esterka – sklad                                                                          |
| CZ 62740515                           | VELKÁ PECKA s.r.o.                                                                             |
| CZ 62740548                           | Emma potraviny spol. s r.o.                                                                    |
| CZ 62740571                           | Akkermann, s.r.o. – Produktoff                                                                 |
| CZ 62740582                           | KEBAB FOOD CZ s.r.o.                                                                           |
| CZ 62740605                           | KEBABSTUFFCZ s.r.o.                                                                            |
| CZ 62740650                           | foodora MARKET                                                                                 |
| CZ 62740683                           | FAMILY MARKET s.r.o.                                                                           |
| CZ 62740739                           | TLT International s.r.o. – Brno                                                                |
| CZ 62740773                           | KEBABSTUFFCZ s.r.o.                                                                            |
| CZ 62740807                           | JIP východočeská, a.s.                                                                         |
| CZ 62740874                           | Süleyman Cicek – Bahar Kebab                                                                   |
| CZ 62740885                           | Krobelus s r.o.                                                                                |
| CZ 62740896                           | AUTODOPRAVA Kotlán s.r.o.                                                                      |
| CZ 62740975                           | KEBAB & GYROS CZ s.r.o.                                                                        |
| CZ 62769000                           | COLLADO s.r.o. – RD s provozovnou                                                              |
| CZ 62770428                           | Lenka Vlasáková – Bujónka                                                                      |
| CZ 62770439                           | Šneci z Rybníčku                                                                               |
| CZ 62770451                           | Jiří Szotkowski – šnečí farma Vlkoš                                                            |
| CZ 62770462                           | WormUP s.r.o.                                                                                  |
| CZ 62770473                           | Crunchy s.r.o.                                                                                 |
| CZ 62770507                           | Devro s.r.o., závod Slavkov u Brna                                                             |
| CZ 62770518                           | Grig Distribuce s.r.o.                                                                         |
| CZ 62770529                           | DACOM Pharma s.r.o.                                                                            |
| CZ 62770530                           | MASO JURAČKA s.r.o.                                                                            |
| CZ 62810030                           | Ludvík Dvořák – PORCOVNA DRŮBEŽE                                                               |
| CZ 62810041                           | BOVINEX, s.r.o. – Porážka krůt                                                                 |
| CZ 62850315                           | Markéta Palánová – Sýrárna                                                                     |
| CZ 62850348                           | STATEK 3SRDCE                                                                                  |
| CZ 62850359                           | Michala Kotůlková – Farma Amálka                                                               |
| CZ 62850360                           | Kaštánek & Spitz s.r.o.                                                                        |
| CZ 62850382                           | Sir Morava s.r.o. – mlékárna                                                                   |
| CZ 62850393                           | Petra Kuncová – Minimlékárna Senetářov                                                         |
| CZ 62850427                           | Wolfberry s.r.o. Ostrovačice                                                                   |
| CZ 62850450                           | Ing. Pavel Mizera – Výrobna potravin a potravinových doplňků                                   |
| CZ 62850461                           | ZEMAS a.s. – minimlékárna Násedlovice                                                          |
| CZ 62850494                           | STATEK JINAČOVICE, s.r.o.                                                                      |
| CZ 62850540                           | Matěj Kostelanský – Malovýrobna sýrů                                                           |
| CZ 62850551                           | Ondřej Pavlinec – malá výrobna sýrů                                                            |
| CZ 62850595                           | Day Spa Shop s.r.o.                                                                            |
| CZ 62850629                           | Di Criscio s.r.o. – výrobna mozzarelly a burraty                                               |
| CZ 62850674                           | Hilar s.r.o. – výrobna sýrů                                                                    |
| CZ 62850685                           | Tomáš Kouřil                                                                                   |
| CZ 62870058                           | DELIMAX, a.s.                                                                                  |
| CZ 62870126                           | Trnečka Smoked Fish                                                                            |
| CZ 62870137                           | Rybářství Hodonín, s.r.o. – Zpracovna ryb                                                      |
| CZ 62870148                           | Future Farming Kaly s.r.o. – Zpracovna ryb                                                     |
| CZ 62870193                           | OCEAN48 s.r.o.                                                                                 |
| CZ 62880127                           | Farma Labuty s.r.o.                                                                            |
| CZ 62880138                           | Moravská vejce s.r.o. – Chov křepelek Milotice                                                 |
| CZ 62880149                           | Ing. Petr Marcinčák – Třídírna vajec                                                           |
| CZ 62880150                           | KOLBY a.s. – Třídírna vajec – Pouzdřany                                                        |
| CZ 62910334                           | ZÁMECKÉ UZENINY HLOHOVEC a.s.                                                                  |
| CZ 62910356                           | e-jídlo.cz, s. r. o. – Výrobna specialit                                                       |
| CZ 62910367                           | Zdravé stravování s.r.o.                                                                       |
| CZ 62910378                           | JIRONI FOOD                                                                                    |
| CZ 62910389                           | Maso Klouda, s.r.o.                                                                            |
| CZ 62910547                           | MASO BÍLOVICE s.r.o.                                                                           |
| CZ 62910604                           | SNAILEX s.r.o.                                                                                 |
| CZ 62940168                           | W&T meat s.r.o.                                                                                |
| CZ 62940247                           | Eva Rašovská – Paštiky Rašovská                                                                |
| CZ 62940292                           | Lenka Meinerová – Sušárna potravin                                                             |
| CZ 62940337                           | Marek Pavlík – Marisovo maso                                                                   |
| CZ 62940382                           | gwendoline s.r.o.                                                                              |
| CZ 62940427                           | ALEMAR Service s.r.o.                                                                          |
| CZ 6306                               | Mlékárna Otinoves s.r.o.                                                                       |
| CZ 6326                               | Uzeniny Zajíček s.r.o.                                                                         |
| CZ 6351                               | Tomáš Havlíček – HAVLÍČKOVO řeznictví a uzenářství                                             |
| CZ 6359                               | BIOFARMA DoRa s.r.o.                                                                           |
| CZ 6402                               | TRADECO, spol. s r. o.                                                                         |
| CZ 6405                               | ZEMASPOL Uherský Brod a.s.                                                                     |
| CZ 6409                               | Soško s.r.o.                                                                                   |
| CZ 6455                               | Bedřich Vlach, řeznictví a uzenářství                                                          |
| CZ 6505                               | IDEMA FOODS spol. s r.o.                                                                       |
| CZ 6511                               | Ritter a syn s.r.o.                                                                            |
| CZ 6512                               | Sanytrák s.r.o.                                                                                |
| CZ 6513                               | Řeznictví Singer s.r.o.                                                                        |
| CZ 6527                               | Leoš Novák, spol. s r.o.                                                                       |
| CZ 6581                               | Moravia ZNOJMO s.r.o.                                                                          |
| CZ 6586                               | Jednota Moravský Krumlov                                                                       |
| CZ 6601                               | LACRUM Velké Meziříčí, s.r.o.                                                                  |
| CZ 6604                               | Uzenářství a lahůdky Sláma s.r.o.                                                              |
| CZ 6606                               | Bidfood Czech Republic s.r.o.                                                                  |
| CZ 662                                | Vepřová porážka Ing. Kohout V. a synové                                                        |
| CZ 663                                | Antonín Matek-Řeznictví, uzenářství                                                            |
| CZ 6634                               | Rybářství Kolář, a.s. Zpracovna ryb                                                            |
| CZ 6636                               | AG FOODS Group a.s.                                                                            |
| CZ 665                                | KAP Neratovice s.r.o.                                                                          |
| CZ 6674                               | Norma, k.s.                                                                                    |
| CZ 6699                               | Refi – CZ s.r.o.                                                                               |
| CZ 6723                               | MAKRO Cash & Carry ČR s.r.o. – Stodůlky                                                        |
| CZ 6795                               | MAKRO Cash & Carry ČR s.r.o. – Černý Most                                                      |
| CZ 6833                               | PT-SERVIS Velkoobchod s.r.o.                                                                   |
| CZ 6835                               | C.I.P.A. spol. s r.o.                                                                          |
| CZ 6872                               | Jiří Gazda                                                                                     |
| CZ 6876                               | Miroslav Putirka – I.M.O. – Putirka                                                            |
| CZ 6879                               | FISH – PRODUCE, s.r.o.                                                                         |
| CZ 6887                               | Marcel Jelínek a syn                                                                           |
| CZ 694                                | MACHAČ s.r.o.                                                                                  |
| CZ 695                                | Řeznictví H+H, s.r.o.                                                                          |
| CZ 6959                               | NOSS, s.r.o.                                                                                   |
| CZ 6971                               | EISBERG, a.s.                                                                                  |
| CZ 703                                | TAGROS Troubelice                                                                              |
| CZ 704                                | EKOMILK a.s.                                                                                   |
| CZ 709                                | HOLLANDIA Karlovy Vary, s.r.o.                                                                 |
| CZ 7095                               | Jan Špilar, Ryby – drůbež                                                                      |
| CZ 710                                | Savencia Fromage & Dairy Czech Republic, a.s.                                                  |
| CZ 7110                               | ZEPHYR Františkovy Lázně, s.r.o.                                                               |
| CZ 712                                | A.W. spol. s r.o. Loštice                                                                      |
| CZ 713                                | Brazzale Moravia a.s.                                                                          |
| CZ 714                                | ITALAT CZ s.r.o.                                                                               |
| CZ 717                                | Choceňská mlékárna s.r.o.                                                                      |
| CZ 71740111                           | Jaromír Jaš – sklad masa a masných výrobků                                                     |
| CZ 71740234                           | Vrtal s.r.o                                                                                    |
| CZ 71740256                           | AM-FOOD SERVICE                                                                                |
| CZ 71740267                           | Satisfied s.r.o.                                                                               |
| CZ 71740278                           | Zeelandia spol. s r.o.                                                                         |
| CZ 71740313                           | Nagel Česko s.r.o.                                                                             |
| CZ 71740335                           | Palírna U Zeleného stromu a.s.                                                                 |
| CZ 71740436                           | KARASAD s.r.o.                                                                                 |
| CZ 71740447                           | Mrazírny Litovel                                                                               |
| CZ 71740470                           | JIP Olomouc                                                                                    |
| CZ 71770248                           | Závod masné výroby MAKOVEC a.s.                                                                |
| CZ 718                                | Mlékárna Polná spol. s r.o.                                                                    |
| CZ 71810029                           | Farma Výšovice                                                                                 |
| CZ 71810030                           | ZOD Němčice nad Hanou, družstvo                                                                |
| CZ 71810041                           | Porážka krůt                                                                                   |
| CZ 71810052                           | Jatka JMkuře                                                                                   |
| CZ 71820233                           | Porcovna chlazené drůbeže                                                                      |
| CZ 71820277                           | Porcovna drůbeže                                                                               |
| CZ 71840156                           | zařízení pro nakládání se zvěřinou                                                             |
| CZ 71850179                           | Mlékárna Náměšť na Hané                                                                        |
| CZ 71850191                           | Doubravský Dvůr                                                                                |
| CZ 71850203                           | Mlékárna FARMA ZDEŇKA                                                                          |
| CZ 71850236                           | Sýrárna                                                                                        |
| CZ 71850258                           | ZD Jeseník, Sýrárna Bělá, mlékárna                                                             |
| CZ 71850269                           | Zlata Mádrová                                                                                  |
| CZ 71850292                           | Farma Kozí Hrádek s.r.o.                                                                       |
| CZ 71850315                           | Kozí farma Nikáda                                                                              |
| CZ 71850326                           | Sýrárna ROLS                                                                                   |
| CZ 71850337                           | Tvargle                                                                                        |
| CZ 71850360                           | Sýrárna farský dvůr                                                                            |
| CZ 71850371                           | Minimlékárna Vilémov – Marek Šimša                                                             |
| CZ 71850708                           | Olma, a.s., provoz Zábřeh                                                                      |
| CZ 71880093                           | Drůbežárna Drahanovice                                                                         |
| CZ 71880116                           | Eggs s.r.o.                                                                                    |
| CZ 71880127                           | Třídírna vajec Farma Valcha                                                                    |
| CZ 71880138                           | David Kořalka                                                                                  |
| CZ 71880149                           | LUMIX s.r.o.                                                                                   |
| CZ 71910356                           | Farma Otaslavice                                                                               |
| CZ 71910378                           | Porážka a výrobna Složilovi                                                                    |
| CZ 71910389                           | Porážka a bourárna                                                                             |
| CZ 71910390                           | Jatka Lakomý Vojnice                                                                           |
| CZ 71910402                           | Jatka Ulrich s.r.o.                                                                            |
| CZ 71920021                           | Makovec a.s. Prostějov                                                                         |
| CZ 71920122                           | Střední škola gastronomie a farmářství                                                         |
| CZ 71920166                           | Masokombinát Nezamyslice                                                                       |
| CZ 71920188                           | MASO JIREX a.s.                                                                                |
| CZ 71920245                           | Jatky Bílá Lhota                                                                               |
| CZ 71930000                           | HRADO a.s.                                                                                     |
| CZ 71930044                           | Jan Lakomý                                                                                     |
| CZ 71930291                           | Bludovská a.s.                                                                                 |
| CZ 71930369                           | Sušeň Petr                                                                                     |
| CZ 71940034                           | Oldřich Kubeša                                                                                 |
| CZ 71940180                           | Rýznar farmářské uzeniny s.r.o.                                                                |
| CZ 71940247                           | Uzeniny Příbram, a.s., provozovna Zábřeh                                                       |
| CZ 71940270                           | Farma Valcha s.r.o.                                                                            |
| CZ 71940292                           | Veronika Zdráhalová                                                                            |
| CZ 71940304                           | Jaromír Jaš                                                                                    |
| CZ 71940326                           | Josef Klimeš                                                                                   |
| CZ 71940348                           | Rodinná konzervárna Via Delicia                                                                |
| CZ 71940359                           | MASO VAVERKA a.s.                                                                              |
| CZ 71940360                           | Farma Medlov                                                                                   |
| CZ 71940382                           | Řeznictví-uzenářství PÁLENÍK s.r.o.                                                            |
| CZ 71940393                           | Telcek-sušené maso                                                                             |
| CZ 71940416                           | Right company s..r.o.                                                                          |
| CZ 71950002                           | BARKONA SNAILS s.r.o.                                                                          |
| CZ 71950013                           | Výroba šnečích produktů                                                                        |
| CZ 71960003                           | Mrazírenské sklady Olomouc                                                                     |
| CZ 71960036                           | BENSTAR s.r.o.                                                                                 |
| CZ 71970116                           | BAPA s.r.o.                                                                                    |
| CZ 71P01398                           | Honební společenstvo Kožušany Morava                                                           |
| CZ 72                                 | CITUS s.r.o.                                                                                   |
| CZ 720                                | NET PLASY, spol.s r.o.                                                                         |
| CZ 7204                               | SOFIL s.r.o.                                                                                   |
| CZ 7273                               | Petr Landa                                                                                     |
| CZ 72740077                           | Vladimír Hynek                                                                                 |
| CZ 72740099                           | Michal Kurtin                                                                                  |
| CZ 72740156                           | Ribo s.r.o.                                                                                    |
| CZ 72740189                           | LESKO-Velkoobchod nápojů, s.r.o.                                                               |
| CZ 72740224                           | ROJAL spol. s r.o.                                                                             |
| CZ 72740257                           | LEMAT, spol. s r.o.                                                                            |
| CZ 72740268                           | VON s.r.o.                                                                                     |
| CZ 72740325                           | ELIES FOOD s.r.o.                                                                              |
| CZ 72740358                           | AK25 s.r.o.                                                                                    |
| CZ 72740370                           | COOP družstvo HB                                                                               |
| CZ 72740381                           | Ivan Konečný                                                                                   |
| CZ 72740415                           | BAPA s.r.o.                                                                                    |
| CZ 72740426                           | ADTirol s.r.o.                                                                                 |
| CZ 72740527                           | MasoZlín s.r.o.                                                                                |
| CZ 72740538                           | The Old Town Company s.r.o.                                                                    |
| CZ 72740549                           | Natures Care CZ s.r.o.                                                                         |
| CZ 72740561                           | JIP východočeská, a.s.                                                                         |
| CZ 72740572                           | Kuřata Siman s. r. o. provoz Rochus                                                            |
| CZ 72770205                           | Cortina Development spol. s r.o.                                                               |
| CZ 72810031                           | Monika Dobešová – Střítežské fojtství                                                          |
| CZ 72820076                           | ZEV Šaratice, a.s.                                                                             |
| CZ 72820087                           | ZEAS Bánov, a.s.                                                                               |
| CZ 72840001                           | VENISON CZ s.r.o.                                                                              |
| CZ 72850080                           | Yog s.r.o.                                                                                     |
| CZ 72850147                           | FARMA-ZPZ s.r.o.                                                                               |
| CZ 72850169                           | Věra Surovčáková                                                                               |
| CZ 72850170                           | Kozojedský dvůr s.r.o.                                                                         |
| CZ 72850181                           | JAVORNÍK – CZ s.r.o.                                                                           |
| CZ 72850204                           | D N M company s.r.o.                                                                           |
| CZ 72850271                           | Ing. Dana Přistoupilová                                                                        |
| CZ 72850293                           | Farma Kudlov s.r.o.                                                                            |
| CZ 72850316                           | LAKSYMA, a.s.                                                                                  |
| CZ 72850350                           | Vyšší odborná škola potravinářská a Střední průmyslová škola mlékárenská Kroměříž              |
| CZ 72850372                           | Jiří Červenka                                                                                  |
| CZ 72850383                           | EKOMILK a.s.                                                                                   |
| CZ 729                                | VLS ČR, s.p., LS Libavá                                                                        |
| CZ 72910087                           | Marek Langer                                                                                   |
| CZ 72910098                           | Řeznictví U Kusáků s.r.o.                                                                      |
| CZ 72910100                           | Miloslav Dlabač                                                                                |
| CZ 72910111                           | Jatky Tupesy                                                                                   |
| CZ 72910122                           | Jatky Jarošov                                                                                  |
| CZ 72920156                           | Rostislav Matula                                                                               |
| CZ 72920257                           | Josef Podškubka                                                                                |
| CZ 72920280                           | Farma Rudimov s.r.o.                                                                           |
| CZ 72920291                           | AGROFYTO, spol. s r. o.                                                                        |
| CZ 72920303                           | SOLERTIA Group s.r.o.                                                                          |
| CZ 72920314                           | Vít Čechmánek                                                                                  |
| CZ 72920347                           | Zemědělské družstvo Francova Lhota                                                             |
| CZ 72920358                           | JIŘÍ BARDODĚJ                                                                                  |
| CZ 72940271                           | Ligurský s.r.o.                                                                                |
| CZ 72940282                           | Masna ELVA s.r.o.                                                                              |
| CZ 72940293                           | Kuřata Siman s. r. o.                                                                          |
| CZ 72940350                           | Jaroslav Hájek                                                                                 |
| CZ 72940394                           | Tanetgastro s.r.o.                                                                             |
| CZ 72940451                           | JCV FOOD, s.r.o.                                                                               |
| CZ 72940563                           | HOSTINÁŘ                                                                                       |
| CZ 72960071                           | Sanytrák s.r.o.                                                                                |
| CZ 72960105                           | Petr Němeček                                                                                   |
| CZ 72960127                           | LUKO, s.r.o.                                                                                   |
| CZ 72960138                           | UNIGASTRO s.r.o.                                                                               |
| CZ 7297                               | ALIMPEX – MASO, s.r.o.                                                                         |
| CZ 73                                 | MD logistika, a.s.                                                                             |
| CZ 730                                | JATKA-KURKA s.r.o.                                                                             |
| CZ 7300                               | DC Klecany                                                                                     |
| CZ 7301                               | Masozávod                                                                                      |
| CZ 7303                               | Lidl Česká republika s.r.o.                                                                    |
| CZ 7332                               | BILLA spol.s r.o.                                                                              |
| CZ 7349                               | Pavel Jirec                                                                                    |
| CZ 7355                               | H 2 P s.r.o.                                                                                   |
| CZ 7357                               | FOLDA, s.r.o.                                                                                  |
| CZ 74                                 | Bidfood Czech Republic s.r.o.                                                                  |
| CZ 7413                               | Karel Doležal, Řeznictví a uzenářství                                                          |
| CZ 743                                | MORAVIALOV s.r.o.                                                                              |
| CZ 747                                | Lesy České republiky, s.p., Lesní závod Židlochovice                                           |
| CZ 749                                | Lesy České republiky,s.p. – Stará obora                                                        |
| CZ 75                                 | Edvard Rovner                                                                                  |
| CZ 750                                | Lesy a rybníky města Českých Budějovic s.r.o.                                                  |
| CZ 754                                | Jatky Sedlčany – Zemědělská společnost Kosova Hora,a.s.                                        |
| CZ 7559                               | ALIMPEX FOOD a.s.                                                                              |
| CZ 7561                               | FORMAN Brno spol. s r.o.                                                                       |
| CZ 7566                               | MADETA a.s.                                                                                    |
| CZ 7568                               | Tatranská mlékárna – Bohemia spol. s r.o.                                                      |
| CZ 758                                | Vlastimil Balek / drůbeží porážka                                                              |
| CZ 7585                               | MANEO, s.r.o.                                                                                  |
| CZ 761                                | NAMARA s.r.o.                                                                                  |
| CZ 7610                               | ESKO CZ s.r.o. – vařírna vajec                                                                 |
| CZ 7611                               | MAKRO Cash and Carry ČR s.r.o.                                                                 |
| CZ 768                                | SYRMEX spol. s r.o.                                                                            |
| CZ 769                                | provozovna N I V A                                                                             |
| CZ 770                                | POLABSKÉ MLÉKÁRNY a.s.                                                                         |
| CZ 771                                | Bidfood Opava s.r.o.                                                                           |
| CZ 772                                | Školní statek, Humpolec                                                                        |
| CZ 7807                               | Miloš Minařík                                                                                  |
| CZ 7809                               | R & R Food s.r.o.                                                                              |
| CZ 7833                               | EISBERG, a.s.                                                                                  |
| CZ 7834                               | RAPO BRNO, s.r.o.                                                                              |
| CZ 7855                               | MG servis s.r.o.                                                                               |
| CZ 787                                | Miloš Mužík                                                                                    |
| CZ 79                                 | TRADECO, spol. s r. o.                                                                         |
| CZ 80                                 | RABBIT Trhový Štěpánov a.s. – Mrazírny a výroba specialit Mikulov                              |
| CZ 8022                               | RACIOLA Uherský Brod, s.r.o.                                                                   |
| CZ 8023                               | KOVÁŘ plus s.r.o.                                                                              |
| CZ 8024                               | AGRI – M, spol. s r.o.                                                                         |
| CZ 8071                               | VOMA, s.r.o.                                                                                   |
| CZ 8126                               | TOPNATUR s.r.o.                                                                                |
| CZ 81740055                           | RYBASPOL A & V spol. s r. o.                                                                   |
| CZ 81740099                           | GASTRO-STAR-FISH s.r.o.                                                                        |
| CZ 81740167                           | Sklad uzenin Aleš Kubena                                                                       |
| CZ 81740190                           | Potravinová banka v Ostravě, z.s.                                                              |
| CZ 81740202                           | COOP Beskydy, spotřební družstvo; velkoobchod č. 711                                           |
| CZ 81740280                           | Reexpediční sklad masných výrobků Jan Jančík                                                   |
| CZ 81740336                           | GREX service, s.r.o.                                                                           |
| CZ 81740347                           | DAIRY 4 FUN s.r.o.                                                                             |
| CZ 81740369                           | Mondelez CR Biscuit Production s.r.o., Provozovna Opava                                        |
| CZ 81740381                           | ZVOSKA s.r.o.                                                                                  |
| CZ 81740404                           | Ing. Ivo Widhalm                                                                               |
| CZ 81740437                           | KEŠKA – FM s.r.o.                                                                              |
| CZ 81740448                           | Kebab EU Trade s.r.o.                                                                          |
| CZ 81740471                           | AGF Food Logistics, provozovna Ostrava                                                         |
| CZ 81740482                           | PICADO CZ, s.r.o.                                                                              |
| CZ 81740493                           | VRTAL s.r.o.                                                                                   |
| CZ 81740550                           | Vlastimil Šajtar – reexpediční sklad                                                           |
| CZ 81740561                           | Hlubek a syn, s.r.o.                                                                           |
| CZ 81740572                           | Slezské uzeniny, s.r.o. – prodejna masa a uzenin, sklad s řízenou a neřízenou teplotou Karviná |
| CZ 81740606                           | POLMARKUS, s.r.o.                                                                              |
| CZ 81740628                           | Kama trade CZ – reexpediční sklad masa                                                         |
| CZ 81740639                           | GURMÁN – chladírenský sklad                                                                    |
| CZ 81740640                           | Panther Trading, s.r.o.                                                                        |
| CZ 81740651                           | Food Wide – reexpediční sklad                                                                  |
| CZ 81740662                           | Chladírenský sklad Borek                                                                       |
| CZ 81740684                           | Reexpediční sklad a přebalovací středisko                                                      |
| CZ 81740707                           | Ing. Jitka Hrabovská, sklad                                                                    |
| CZ 81740718                           | JIP východočeská, a.s.                                                                         |
| CZ 81740729                           | Těšínské jatky, s.r.o. – mrazírenský sklad Mojská                                              |
| CZ 81740730                           | Mrazírna SOLEX AGRO                                                                            |
| CZ 81740752                           | Martin Oslizlok                                                                                |
| CZ 81740820                           | DMHERMES TRADE s.r.o.                                                                          |
| CZ 81740932                           | Velká Pecka s.r.o. – Ostrava                                                                   |
| CZ 81740965                           | EDUKA Accounting Services s.r.o.                                                               |
| CZ 81770261                           | FARMERIO s.r.o. – potravinářský provoz                                                         |
| CZ 818                                | ČEKO AGRO s.r.o.                                                                               |
| CZ 81810042                           | Česká krůta                                                                                    |
| CZ 81820111                           | TEMPO, obchodní družstvo                                                                       |
| CZ 81820199                           | Provozovna DIG                                                                                 |
| CZ 81820212                           | Unigastro s.r.o.                                                                               |
| CZ 8183                               | LACTO MORAVA, a.s.                                                                             |
| CZ 81840012                           | Zpracovna ECO-MADE PRODUCTS s.r.o.                                                             |
| CZ 81840034                           | GOOD VENISON s.r.o.                                                                            |
| CZ 81840045                           | FARMA VENDOLSKÝ s.r.o. – bourárna zvěřiny                                                      |
| CZ 81840067                           | Porážka pštrosů, farma Vendelín                                                                |
| CZ 81850024                           | WERA NOVA s.r.o.                                                                               |
| CZ 81850080                           | DQM s.r.o.                                                                                     |
| CZ 81850158                           | KORA produkt, s.r.o.                                                                           |
| CZ 81850215                           | SIMANDL, spol. s r.o.                                                                          |
| CZ 81850226                           | MILKEFFEKT, a.s.                                                                               |
| CZ 81850237                           | Minimlékárna Hlavnice                                                                          |
| CZ 81850260                           | INGREDIA s.r.o.                                                                                |
| CZ 81850271                           | Michal Kočař                                                                                   |
| CZ 81850282                           | Tomáš Manda                                                                                    |
| CZ 81850293                           | SIMABELLE s.r.o., provozovna Karviná                                                           |
| CZ 81850327                           | Faremní mlékárna Krmelín                                                                       |
| CZ 81850338                           | Sýrovačka.cz                                                                                   |
| CZ 81850394                           | Grunt na Trojmezí rodina Staňova                                                               |
| CZ 81850439                           | CORINOS House s.r.o.                                                                           |
| CZ 81870082                           | Rybex CZ a.s.                                                                                  |
| CZ 81870093                           | GASTRO – MENU EXPRESS a.s.                                                                     |
| CZ 81870105                           | Zpracovna šneků – KARCH SNAIL FARM                                                             |
| CZ 81880038                           | František Frič                                                                                 |
| CZ 81880072                           | VEJCE CZ s.r.o.                                                                                |
| CZ 81880083                           | Mgr. Miroslav Kahánek                                                                          |
| CZ 81880139                           | BIO VEJCE s.r.o.                                                                               |
| CZ 81880140                           | Třídírna křepelčích vajec Jindřichov                                                           |
| CZ 81880151                           | Třídírna a balírna vajec nandu pampového a pštrosa dvouprstého                                 |
| CZ 81880162                           | Sklad vajec                                                                                    |
| CZ 8190                               | Rostislav Valčík                                                                               |
| CZ 81910111                           | Jatka Melč s.r.o.                                                                              |
| CZ 81910122                           | Tomáš Pustka                                                                                   |
| CZ 81910133                           | Jatka Nižní Lhoty                                                                              |
| CZ 81920055                           | ŘEZNICTVÍ A UZENÁŘSTVÍ LATOŇ s.r.o.                                                            |
| CZ 81920156                           | Libor Zielonka                                                                                 |
| CZ 81920189                           | Jaromír Gasior                                                                                 |
| CZ 81920314                           | Verner Kotula                                                                                  |
| CZ 81920516                           | Řeznictví David Janoš s.r.o.                                                                   |
| CZ 81920550                           | Ekologická farma v Podbeskydí – bourárna masa                                                  |
| CZ 81920561                           | U Stračeny                                                                                     |
| CZ 81920572                           | Bourárna masa Zámecký dvůr                                                                     |
| CZ 81920606                           | Těšínské jatky,s.r.o. – provoz Nová Tovární                                                    |
| CZ 81920617                           | Řeznictví a uzenářství U Špejlíka                                                              |
| CZ 81920628                           | Bidfood Kralupy s.r.o.                                                                         |
| CZ 81920639                           | Bourárna masa na Farmě Oryx                                                                    |
| CZ 8194                               | Mogador s.r.o.                                                                                 |
| CZ 81940158                           | Masoma Klemensová s.r.o.                                                                       |
| CZ 81940169                           | MP Krásno, a.s., provozovna Martinov                                                           |
| CZ 81940170                           | Výroba uzenin Pavel David                                                                      |
| CZ 81940204                           | Hypermarket Globus Ostrava                                                                     |
| CZ 81940215                           | Řeznictví Zbyněk Pítr                                                                          |
| CZ 81940237                           | Bidfood Opava s.r.o.                                                                           |
| CZ 81940271                           | Hypermarket Globus Havířov                                                                     |
| CZ 81940293                           | Těšínské jatky, s.r.o. – výrobní závod Jablunkov 500                                           |
| CZ 81940305                           | Řeznictví Milan Žabčík                                                                         |
| CZ 81940428                           | ASTRAFOOD a.s.                                                                                 |
| CZ 81940518                           | Výrobna delikates Chilliman                                                                    |
| CZ 81960015                           | TESAŘ – mražené s.r.o.                                                                         |
| CZ 81960026                           | PALFRIG OSTRAVA s.r.o.                                                                         |
| CZ 81960082                           | VRTAL s.r.o.                                                                                   |
| CZ 81P00837                           | prodej syrovéhp kravského mléka prodejní automat                                               |
| CZ 8264                               | Jarnot CZ s.r.o.                                                                               |
| CZ 8340                               | MAKRO                                                                                          |
| CZ 842                                | BOCA, spol. s r.o.                                                                             |
| CZ 845                                | AGRI-Trading s.r.o.                                                                            |
| CZ 8468                               | LAGAD s.r.o.                                                                                   |
| CZ 859                                | Zemědělské družstvo Kokory                                                                     |
| CZ 8598                               | Savencia Fromage & Dairy Czech Republic, a.s. – Expediční a logistický sklad                   |
| CZ 8760                               | Náhlík a Náhlík, s.r.o.                                                                        |
| CZ 8771                               | AGROPODNIK Hodonín a.s., závod 01                                                              |
| CZ 8792                               | Maso závod Hovorany                                                                            |
| CZ 8828                               | Zemědělské družstvo Újezd u Uničova                                                            |
| CZ 8846                               | Distribuční centrum Olomouc                                                                    |
| CZ 8973                               | COOP Hořovice, družstvo                                                                        |
| CZ 8979                               | CROWN FOODS, s.r.o.                                                                            |
| CZ 8981                               | LIDL Česká republika s.r.o. Velkosklad LIDL                                                    |
| CZ 904                                | Lesy ČR, s.p., Lesní závod Boubín, polesí Mlynářovice                                          |
| CZ 907                                | Porážkové místo Branišov                                                                       |
| CZ 912                                | CHOVSERVIS a.s.                                                                                |
| CZ 921                                | Vodňanská drůbež, a.s., provozovna Vodňany                                                     |
| CZ 922                                | Vodňanská drůbež, a.s., provozovna Mirovice                                                    |
| CZ 9257                               | Pavel Dostálek chlazený sklad                                                                  |
| CZ 931                                | Drůbežářský závod Klatovy a.s.                                                                 |
| CZ 933                                | Kouřil spol. s r.o                                                                             |
| CZ 934                                | MAKOVEC a.s.                                                                                   |
| CZ 9370                               | VITAL TREND GROUP, s.r.o.                                                                      |
| CZ 9387                               | Ing. Václav Duška – chladírenský sklad                                                         |
| CZ 9434                               | Bourárna s prodejnou Borová                                                                    |
| CZ 946                                | RABBIT Trhový Štěpánov a.s.                                                                    |
| CZ 9482                               | VAJÍČKÁRNA s.r.o.                                                                              |
| CZ 9568                               | Šolc Martin                                                                                    |
| CZ 962                                | Vodňanská drůbež, a.s., provozovna Modřice                                                     |
| CZ 9639                               | VÁHALA a spol. s r.o. výroba a prodej masných a lahůdkářských výrobků                          |
| CZ 9826                               | Bidfood Kralupy s.r.o.                                                                         |
| CZ 9903                               | PINKO a.s.                                                                                     |
| CZ 993                                | RABBIT Trhový Štěpánov a.s.                                                                    |